# Liste des monuments historiques de Roulers/Partie 2
Cette page regroupe l'ensemble du patrimoine immobilier de la ville belge de Roulers (seconde partie).
| Objet                                                                                       | Statut du classement? | Année de construction/architecte | Section communale | Adresse                      | Coordonnées                      | Numéro d'inventaire | Illustration                                                       |
| ------------------------------------------------------------------------------------------- | --------------------- | -------------------------------- | ----------------- | ---------------------------- | -------------------------------- | ------------------- | ------------------------------------------------------------------ |
| (nl) Hoekpand 1929                                                                          |                       |                                  | Roeselare         | Meiboomlaan 2                | 50° 56′ 10″ nord, 3° 07′ 13″ est | 23697               | Téléverser                                                         |
| (nl) Hoekpand gebouw                                                                        |                       |                                  | Roeselare         | Westlaan 42                  | 50° 56′ 16″ nord, 3° 07′ 06″ est | 23698               | Téléverser                                                         |
| (nl) Hoekpand                                                                               |                       |                                  | Roeselare         | Westlaan 44                  | 50° 56′ 17″ nord, 3° 07′ 05″ est | 23699               | Téléverser                                                         |
| (nl) Hoekpand 1938, winkelhuizen en cafe Normandië                                          |                       |                                  | Roeselare         | Westlaan 75                  | 50° 56′ 16″ nord, 3° 07′ 04″ est | 23700               | Téléverser                                                         |
| (nl) Hoekpand 1938, winkelhuizen en cafe Normandië                                          |                       |                                  | Roeselare         | Westlaan 77                  | 50° 56′ 16″ nord, 3° 07′ 04″ est | 23700               | Téléverser                                                         |
| (nl) Hoekpand 1938, winkelhuizen en cafe Normandië                                          |                       |                                  | Roeselare         | Westlaan 79                  | 50° 56′ 16″ nord, 3° 07′ 04″ est | 23700               | Téléverser                                                         |
| (nl) Eenheidsbebouwing woonhuizen 1938                                                      |                       |                                  | Roeselare         | Weststraat 24                | 50° 56′ 57″ nord, 3° 06′ 58″ est | 23701               | Téléverser                                                         |
| (nl) Eenheidsbebouwing woonhuizen 1938                                                      |                       |                                  | Roeselare         | Weststraat 26                | 50° 56′ 57″ nord, 3° 06′ 58″ est | 23701               | Téléverser                                                         |
| (nl) Eenheidsbebouwing woonhuizen 1938                                                      |                       |                                  | Roeselare         | Weststraat 28                | 50° 56′ 57″ nord, 3° 06′ 58″ est | 23701               | Téléverser                                                         |
| (nl) Enkelhuis 1938 naar ontwerp van J. Van Peteghem                                        |                       |                                  | Roeselare         | Weststraat 29                | 50° 56′ 56″ nord, 3° 06′ 57″ est | 23702               | Téléverser                                                         |
| (nl) Enkelhuis                                                                              |                       |                                  | Roeselare         | Weststraat 30                | 50° 56′ 57″ nord, 3° 06′ 58″ est | 23703               | Téléverser                                                         |
| (nl) Woning, rijhuis, 1939, Van Peteghem                                                    |                       |                                  | Roeselare         | Weststraat 33                | 50° 56′ 56″ nord, 3° 06′ 57″ est | 23704               | Téléverser                                                         |
| (nl) Art deco enkelhuis 1939 naar ontwerp van E. Apers                                      |                       |                                  | Roeselare         | Wilgenstraat 72              | 50° 56′ 18″ nord, 3° 07′ 07″ est | 23705               | Téléverser                                                         |
| (nl) Art-deco enkelhuis naar ontwerp van E. Termote 1932                                    |                       |                                  | Roeselare         | Wilgenstraat 82              | 50° 56′ 18″ nord, 3° 07′ 06″ est | 23706               | Téléverser                                                         |
| (nl) Art-deco hoekgebouw, woonhuizen en winkelpand, naar ontwerp van F. Vanhee              |                       |                                  | Roeselare         | Wilgenstraat 132             | 50° 56′ 12″ nord, 3° 06′ 56″ est | 23707               | Téléverser                                                         |
| (nl) Art-deco hoekgebouw, woonhuizen en winkelpand, naar ontwerp van F. Vanhee              |                       |                                  | Roeselare         | Wilgenstraat 136             | 50° 56′ 12″ nord, 3° 06′ 56″ est | 23707               | Téléverser                                                         |
| (nl) Rijhuis naar ontwerp van L. Verstraete 1933                                            |                       |                                  | Roeselare         | Wilgenstraat 142             | 50° 56′ 12″ nord, 3° 06′ 55″ est | 23708               | Téléverser                                                         |
| (nl) Hoekpand, koffiehuis Lido 1932                                                         |                       |                                  | Roeselare         | Zijstraat 39                 | 50° 57′ 14″ nord, 3° 07′ 33″ est | 23709               | Téléverser                                                         |
| (nl) Hoekpand, koffiehuis Lido 1932                                                         |                       |                                  | Roeselare         | Zijstraat 41                 | 50° 57′ 14″ nord, 3° 07′ 33″ est | 23709               | Téléverser                                                         |
| (nl) Hoekcomplex, woonhuizen                                                                |                       |                                  | Roeselare         | Zijstraat 48                 | 50° 57′ 15″ nord, 3° 07′ 30″ est | 23710               | Téléverser                                                         |
| (nl) Hoekcomplex, woonhuizen                                                                |                       |                                  | Roeselare         | Zijstraat 50                 | 50° 57′ 15″ nord, 3° 07′ 30″ est | 23710               | Téléverser                                                         |
| (nl) Hoekcomplex, woonhuizen                                                                |                       |                                  | Roeselare         | Zijstraat 52                 | 50° 57′ 15″ nord, 3° 07′ 30″ est | 23710               | Téléverser                                                         |
| (nl) Hoeve                                                                                  |                       |                                  | Roeselare         | Zilverbergstraat 101         | 50° 55′ 33″ nord, 3° 05′ 37″ est | 23711               | Téléverser                                                         |
| (nl) Winkelhuis 1922 naar ontwerp van V. Duyvewaardt                                        |                       |                                  | Roeselare         | Grote Markt 5                | 50° 56′ 40″ nord, 3° 07′ 26″ est | 23712               | Téléverser                                                         |
| (nl) Winkelpand 1913 naar ontwerp van V. Duyvewaardt, breedhuis                             |                       |                                  | Roeselare         | Zuidstraat 7                 | 50° 56′ 40″ nord, 3° 07′ 29″ est | 23713               | Téléverser                                                         |
| (nl) Hoekpand, diephuis 1922 regionalistische stijl                                         |                       |                                  | Roeselare         | Zuidstraat 21                | 50° 56′ 38″ nord, 3° 07′ 29″ est | 23714               | Téléverser                                                         |
| (nl) Klein Seminarie + kerk                                                                 | Oui                   |                                  | Roeselare         | Zuidstraat 25                | 50° 56′ 35″ nord, 3° 07′ 38″ est | 23715               | Téléverser                                                         |
| (nl) Klein Seminarie + kerk                                                                 | Oui                   |                                  | Roeselare         | Zuidstraat 33                | 50° 56′ 35″ nord, 3° 07′ 38″ est | 23715               | (nl) Klein Seminarie + kerk                                        |
| (nl) Hoekcafe en winkelhuis 1920 naar ontwerp van Ch. Van Moerkerke                         |                       |                                  | Roeselare         | Zuidstraat 38                | 50° 56′ 34″ nord, 3° 07′ 27″ est | 23716               | Téléverser                                                         |
| (nl) Hoekpand 1934 naar ontwerp van A. Van Coillie                                          |                       |                                  | Roeselare         | Zuidstraat 40                | 50° 56′ 33″ nord, 3° 07′ 27″ est | 23717               | Téléverser                                                         |
| (nl) Rijwoning met ateliers 1989 naar ontwerp van C. Grimonprez                             |                       |                                  | Roeselare         | Zuidstraat 42                | 50° 56′ 33″ nord, 3° 07′ 27″ est | 23718               | Téléverser                                                         |
| (nl) De vier seizoenen winkelhuis 1924                                                      |                       |                                  | Roeselare         | Zuidstraat 45                | 50° 56′ 31″ nord, 3° 07′ 29″ est | 23719               | Téléverser                                                         |
| (nl) Winkelhuis, nu herenhuis 1921                                                          |                       |                                  | Roeselare         | Zuidstraat 55                | 50° 56′ 30″ nord, 3° 07′ 31″ est | 23720               | Téléverser                                                         |
| (nl) Diephuis regionalistische stijl                                                        |                       |                                  | Roeselare         | Zuidstraat 68                | 50° 56′ 30″ nord, 3° 07′ 27″ est | 23721               | Téléverser                                                         |
| (nl) Herenhuis                                                                              |                       |                                  | Roeselare         | Zuidstraat 74                | 50° 56′ 30″ nord, 3° 07′ 28″ est | 23722               | Téléverser                                                         |
| (nl) Woon- en winkelhuis 1938 naar ontwerp van J. Van Peteghem                              |                       |                                  | Roeselare         | Adriaen Willaertstraat 9     | 50° 57′ 00″ nord, 3° 07′ 16″ est | 23723               | Téléverser                                                         |
| (nl) Villa 1950 Engelse Cottagestijl naar ontwerp van J. De Coninck                         |                       |                                  | Roeselare         | Adriaen Willaertstraat 28    | 50° 57′ 00″ nord, 3° 07′ 21″ est | 23724               | Téléverser                                                         |
| (nl) Villa 1937                                                                             |                       |                                  | Roeselare         | Adriaen Willaertstraat 32    | 50° 57′ 01″ nord, 3° 07′ 23″ est | 23725               | Téléverser                                                         |
| (nl) Winkelhuis 1921 naar ontwerp van De Bruycker en Vandendael                             |                       |                                  | Roeselare         | Noordstraat 49               | 50° 56′ 46″ nord, 3° 07′ 21″ est | 23726               | Téléverser                                                         |
| (nl) Eenheidsbebouwing rijhuizen                                                            |                       |                                  | Roeselare         | Albrecht Rodenbachstraat 11  | 50° 56′ 46″ nord, 3° 07′ 19″ est | 23727               | Téléverser                                                         |
| (nl) Eenheidsbebouwing rijhuizen                                                            |                       |                                  | Roeselare         | Albrecht Rodenbachstraat 13  | 50° 56′ 46″ nord, 3° 07′ 19″ est | 23727               | Téléverser                                                         |
| (nl) Eenheidsbebouwing rijhuizen                                                            |                       |                                  | Roeselare         | Albrecht Rodenbachstraat 15  | 50° 56′ 46″ nord, 3° 07′ 19″ est | 23727               | Téléverser                                                         |
| (nl) Eenheidsbebouwing rijhuizen                                                            |                       |                                  | Roeselare         | Albrecht Rodenbachstraat 9   | 50° 56′ 46″ nord, 3° 07′ 19″ est | 23727               | Téléverser                                                         |
| (nl) Burgerschool, kloostergebouw en kapel                                                  |                       |                                  | Roeselare         | Albrecht Rodenbachstraat 14  | 50° 56′ 48″ nord, 3° 07′ 18″ est | 23728               | Téléverser                                                         |
| (nl) Burgerschool, kloostergebouw en kapel                                                  |                       |                                  | Roeselare         | Albrecht Rodenbachstraat 16  | 50° 56′ 48″ nord, 3° 07′ 18″ est | 23728               | Téléverser                                                         |
| (nl) Hoekpand 1921                                                                          |                       |                                  | Roeselare         | Albrecht Rodenbachstraat 20  | 50° 56′ 45″ nord, 3° 07′ 14″ est | 23729               | Téléverser                                                         |
| (nl) Hoekpand 1921                                                                          |                       |                                  | Roeselare         | Albrecht Rodenbachstraat 22  | 50° 56′ 45″ nord, 3° 07′ 14″ est | 23729               | Téléverser                                                         |
| (nl) Woonhuizen in eenheidsbebouwing 1947                                                   |                       |                                  | Roeselare         | Albrecht Rodenbachstraat 26  | 50° 56′ 44″ nord, 3° 07′ 14″ est | 23730               | Téléverser                                                         |
| (nl) Woonhuizen in eenheidsbebouwing 1947                                                   |                       |                                  | Roeselare         | Albrecht Rodenbachstraat 28  | 50° 56′ 44″ nord, 3° 07′ 14″ est | 23730               | Téléverser                                                         |
| (nl) Woonhuizen in eenheidsbebouwing 1947                                                   |                       |                                  | Roeselare         | Albrecht Rodenbachstraat 30  | 50° 56′ 44″ nord, 3° 07′ 14″ est | 23730               | Téléverser                                                         |
| (nl) Woonhuizen in eenheidsbebouwing 1947                                                   |                       |                                  | Roeselare         | Albrecht Rodenbachstraat 32  | 50° 56′ 44″ nord, 3° 07′ 14″ est | 23730               | Téléverser                                                         |
| (nl) Enkelhuis 1936 naar ontwerp van J. Van Peteghem                                        |                       |                                  | Roeselare         | Albrecht Rodenbachstraat 33  | 50° 56′ 45″ nord, 3° 07′ 18″ est | 23731               | Téléverser                                                         |
| (nl) Breedhuis 1931                                                                         |                       |                                  | Roeselare         | Albrecht Rodenbachstraat 36  | 50° 56′ 45″ nord, 3° 07′ 13″ est | 23732               | Téléverser                                                         |
| (nl) Neoclassicistisch getint herenhuis 1909, enkelhuis                                     |                       |                                  | Roeselare         | Albrecht Rodenbachstraat 39  | 50° 56′ 45″ nord, 3° 07′ 17″ est | 23733               | Téléverser                                                         |
| (nl) Dubbelhuis                                                                             |                       |                                  | Roeselare         | Albrecht Rodenbachstraat 49  | 50° 56′ 44″ nord, 3° 07′ 15″ est | 23734               | Téléverser                                                         |
| (nl) Rijhuisjes                                                                             |                       |                                  | Roeselare         | Albrecht Rodenbachstraat 53  | 50° 56′ 44″ nord, 3° 07′ 15″ est | 23735               | Téléverser                                                         |
| (nl) Rijhuisjes                                                                             |                       |                                  | Roeselare         | Albrecht Rodenbachstraat 55  | 50° 56′ 44″ nord, 3° 07′ 15″ est | 23735               | Téléverser                                                         |
| (nl) Enkelhuis XX                                                                           |                       |                                  | Roeselare         | Albrecht Rodenbachstraat 61  | 50° 56′ 43″ nord, 3° 07′ 14″ est | 23736               | Téléverser                                                         |
| (nl) Rijhuisje                                                                              |                       |                                  | Roeselare         | Albrecht Rodenbachstraat 63  | 50° 56′ 44″ nord, 3° 07′ 14″ est | 23737               | Téléverser                                                         |
| (nl) Rijhuisje                                                                              |                       |                                  | Roeselare         | Albrecht Rodenbachstraat 67  | 50° 56′ 43″ nord, 3° 07′ 14″ est | 23738               | Téléverser                                                         |
| (nl) Rijhuisje                                                                              |                       |                                  | Roeselare         | Albrecht Rodenbachstraat 69  | 50° 56′ 43″ nord, 3° 07′ 14″ est | 23738               | Téléverser                                                         |
| (nl) Neogotische woonhuis 1890 Het Visschershuis, Op                                        |                       |                                  | Roeselare         | Albrecht Rodenbachstraat 75  | 50° 56′ 43″ nord, 3° 07′ 13″ est | 23739               | Téléverser                                                         |
| (nl) Vier woonhuizen 1928 naar ontwerp van F. Vanhee                                        |                       |                                  | Roeselare         | Alfons Carlierstraat 10      | 50° 56′ 46″ nord, 3° 06′ 58″ est | 23740               | Téléverser                                                         |
| (nl) Vier woonhuizen 1928 naar ontwerp van F. Vanhee                                        |                       |                                  | Roeselare         | Alfons Carlierstraat 2       | 50° 56′ 46″ nord, 3° 06′ 58″ est | 23740               | Téléverser                                                         |
| (nl) Vier woonhuizen 1928 naar ontwerp van F. Vanhee                                        |                       |                                  | Roeselare         | Alfons Carlierstraat 4       | 50° 56′ 46″ nord, 3° 06′ 58″ est | 23740               | Téléverser                                                         |
| (nl) Vier woonhuizen 1928 naar ontwerp van F. Vanhee                                        |                       |                                  | Roeselare         | Alfons Carlierstraat 6       | 50° 56′ 46″ nord, 3° 06′ 58″ est | 23740               | Téléverser                                                         |
| (nl) Vier woonhuizen 1928 naar ontwerp van F. Vanhee                                        |                       |                                  | Roeselare         | Alfons Carlierstraat 8       | 50° 56′ 46″ nord, 3° 06′ 58″ est | 23740               | Téléverser                                                         |
| (nl) Winkelhuis naar ontwerp van J. De Coninck                                              |                       |                                  | Roeselare         | Alfons Carlierstraat 7       | 50° 56′ 45″ nord, 3° 06′ 59″ est | 23741               | Téléverser                                                         |
| (nl) Winkelhuis en woonhuizen 1937                                                          |                       |                                  | Roeselare         | Alfons Carlierstraat 15      | 50° 56′ 44″ nord, 3° 07′ 00″ est | 23742               | Téléverser                                                         |
| (nl) Winkelhuis en woonhuizen 1937                                                          |                       |                                  | Roeselare         | Alfons Carlierstraat 17      | 50° 56′ 44″ nord, 3° 07′ 00″ est | 23742               | Téléverser                                                         |
| (nl) Winkelhuis en woonhuizen 1937                                                          |                       |                                  | Roeselare         | Alfons Carlierstraat 19      | 50° 56′ 44″ nord, 3° 07′ 00″ est | 23742               | Téléverser                                                         |
| (nl) Winkelhuis en woonhuizen 1937                                                          |                       |                                  | Roeselare         | Alfons Carlierstraat 21      | 50° 56′ 44″ nord, 3° 07′ 00″ est | 23742               | Téléverser                                                         |
| (nl) Woon-/winkelhuis                                                                       |                       |                                  | Roeselare         | Ardooisesteenweg 2           | 50° 56′ 55″ nord, 3° 07′ 52″ est | 23743               | Téléverser                                                         |
| (nl) Winkelhuis 1933 naar ontwerp van J. De Bruycker, winkelpui                             |                       |                                  | Roeselare         | Ardooisesteenweg 20          | 50° 56′ 56″ nord, 3° 07′ 55″ est | 23744               | Téléverser                                                         |
| (nl) Herenwoning                                                                            |                       |                                  | Roeselare         | Ardooisesteenweg 22          | 50° 56′ 56″ nord, 3° 07′ 56″ est | 23745               | Téléverser                                                         |
| (nl) Dubbelhuis                                                                             |                       |                                  | Roeselare         | Ardooisesteenweg 36          | 50° 56′ 57″ nord, 3° 07′ 58″ est | 23746               | Téléverser                                                         |
| (nl) Burgerwoning                                                                           |                       |                                  | Roeselare         | Ardooisesteenweg 37          | 50° 56′ 59″ nord, 3° 07′ 55″ est | 23747               | Téléverser                                                         |
| (nl) Dubbelhuis en magazijn                                                                 |                       |                                  | Roeselare         | Ardooisesteenweg 44          | 50° 56′ 57″ nord, 3° 07′ 59″ est | 23748               | Téléverser                                                         |
| (nl) Dubbelhuis en magazijn                                                                 |                       |                                  | Roeselare         | Ardooisesteenweg 46          | 50° 56′ 57″ nord, 3° 07′ 59″ est | 23748               | Téléverser                                                         |
| (nl) Hoekpand, cafe, voorheen In de Pruis                                                   |                       |                                  | Roeselare         | Ardooisesteenweg 49          | 50° 56′ 59″ nord, 3° 07′ 58″ est | 23749               | Téléverser                                                         |
| (nl) Eenheidsbebouwing rijhuizen naar ontwerp van A. Van Coillie                            |                       |                                  | Roeselare         | Ardooisesteenweg 66          | 50° 56′ 59″ nord, 3° 08′ 00″ est | 23750               | Téléverser                                                         |
| (nl) Eenheidsbebouwing rijhuizen naar ontwerp van A. Van Coillie                            |                       |                                  | Roeselare         | Ardooisesteenweg 68          | 50° 56′ 59″ nord, 3° 08′ 00″ est | 23750               | Téléverser                                                         |
| (nl) Eenheidsbebouwing rijhuizen naar ontwerp van A. Van Coillie                            |                       |                                  | Roeselare         | Ardooisesteenweg 70          | 50° 56′ 59″ nord, 3° 08′ 00″ est | 23750               | Téléverser                                                         |
| (nl) Eenheidsbebouwing rijhuizen naar ontwerp van A. Van Coillie                            |                       |                                  | Roeselare         | Ardooisesteenweg 72          | 50° 56′ 59″ nord, 3° 08′ 00″ est | 23750               | Téléverser                                                         |
| (nl) Winkelhuis 1931 naar ontwerp van J. Van Peteghem                                       |                       |                                  | Roeselare         | Ardooisesteenweg 67          | 50° 57′ 00″ nord, 3° 08′ 00″ est | 23751               | Téléverser                                                         |
| (nl) Winkelhuis 1931 naar ontwerp van J. Van Peteghem                                       |                       |                                  | Roeselare         | Ardooisesteenweg 69          | 50° 57′ 00″ nord, 3° 08′ 00″ est | 23751               | Téléverser                                                         |
| (nl) Hoekpand 1923 naar ontwerp van A. Van Coillie                                          |                       |                                  | Roeselare         | Ardooisesteenweg 80          | 50° 57′ 00″ nord, 3° 08′ 02″ est | 23752               | Téléverser                                                         |
| (nl) Bedrijfscomplex, villa 1922, bureaugebouwen, opsla                                     |                       |                                  | Roeselare         | Ardooisesteenweg 110         | 50° 57′ 01″ nord, 3° 08′ 09″ est | 23753               | Téléverser                                                         |
| (nl) Villa des Acacias 1906 naar ontwerp van J. Brys                                        |                       |                                  | Roeselare         | Ardooisesteenweg 116         | 50° 57′ 02″ nord, 3° 08′ 11″ est | 23754               | Téléverser                                                         |
| (nl) Bedrijfsgebouwen Dumont-Wyckhuyse                                                      |                       |                                  | Roeselare         | Ardooisesteenweg 120         | 50° 57′ 00″ nord, 3° 08′ 16″ est | 23755               | Téléverser                                                         |
| (nl) Diephuis 1914                                                                          |                       |                                  | Roeselare         | Ardooisesteenweg 133         | 50° 57′ 05″ nord, 3° 08′ 15″ est | 23756               | Téléverser                                                         |
| (nl) Arbeiderswoningen enkelhuizen                                                          |                       |                                  | Roeselare         | Ardooisesteenweg 130         | 50° 57′ 04″ nord, 3° 08′ 20″ est | 23757               | Téléverser                                                         |
| (nl) Arbeiderswoningen enkelhuizen                                                          |                       |                                  | Roeselare         | Ardooisesteenweg 132         | 50° 57′ 04″ nord, 3° 08′ 20″ est | 23757               | Téléverser                                                         |
| (nl) Arbeiderswoningen enkelhuizen                                                          |                       |                                  | Roeselare         | Ardooisesteenweg 134         | 50° 57′ 04″ nord, 3° 08′ 20″ est | 23757               | Téléverser                                                         |
| (nl) Arbeiderswoningen enkelhuizen                                                          |                       |                                  | Roeselare         | Ardooisesteenweg 136         | 50° 57′ 04″ nord, 3° 08′ 20″ est | 23757               | Téléverser                                                         |
| (nl) Arbeiderswoningen enkelhuizen                                                          |                       |                                  | Roeselare         | Ardooisesteenweg 138         | 50° 57′ 04″ nord, 3° 08′ 20″ est | 23757               | Téléverser                                                         |
| (nl) Arbeiderswoningen enkelhuizen                                                          |                       |                                  | Roeselare         | Ardooisesteenweg 140         | 50° 57′ 04″ nord, 3° 08′ 20″ est | 23757               | Téléverser                                                         |
| (nl) Arbeiderswoningen enkelhuizen                                                          |                       |                                  | Roeselare         | Ardooisesteenweg 142         | 50° 57′ 04″ nord, 3° 08′ 20″ est | 23757               | Téléverser                                                         |
| (nl) Arbeiderswoningen enkelhuizen                                                          |                       |                                  | Roeselare         | Ardooisesteenweg 144         | 50° 57′ 04″ nord, 3° 08′ 20″ est | 23757               | Téléverser                                                         |
| (nl) Arbeiderswoningen enkelhuizen                                                          |                       |                                  | Roeselare         | Ardooisesteenweg 146         | 50° 57′ 04″ nord, 3° 08′ 20″ est | 23757               | Téléverser                                                         |
| (nl) Arbeiderswoningen enkelhuizen                                                          |                       |                                  | Roeselare         | Ardooisesteenweg 148         | 50° 57′ 04″ nord, 3° 08′ 20″ est | 23757               | Téléverser                                                         |
| (nl) Arbeiderswoningen enkelhuizen                                                          |                       |                                  | Roeselare         | Ardooisesteenweg 150         | 50° 57′ 04″ nord, 3° 08′ 20″ est | 23757               | Téléverser                                                         |
| (nl) Woning naar ontwerp van J. De Bruycker                                                 |                       |                                  | Roeselare         | Ardooisesteenweg 209         | 50° 57′ 08″ nord, 3° 08′ 25″ est | 23758               | Téléverser                                                         |
| (nl) Woningen naar ontwerp van J. Vandamme 1936                                             |                       |                                  | Roeselare         | Ardooisesteenweg 222         | 50° 57′ 10″ nord, 3° 08′ 40″ est | 23759               | Téléverser                                                         |
| (nl) Boerenwoningen en Kapel                                                                |                       |                                  | Roeselare         | Ardooisesteenweg 306         | 50° 57′ 19″ nord, 3° 09′ 15″ est | 23760               | Téléverser                                                         |
| (nl) De kleine Campagne, hoeve                                                              |                       |                                  | Roeselare         | Ardooisesteenweg 357         | 50° 57′ 30″ nord, 3° 09′ 39″ est | 23761               | Téléverser                                                         |
| (nl) Goed ten Elsberge, woonhuis                                                            |                       |                                  | Roeselare         | Beverseaardeweg 11           | 50° 57′ 19″ nord, 3° 08′ 11″ est | 23762               | Téléverser                                                         |
| (nl) Hoeve De Blauwe Toren                                                                  |                       |                                  | Roeselare         | Beverseaardeweg 102          | 50° 57′ 22″ nord, 3° 08′ 35″ est | 23763               | Téléverser                                                         |
| (nl) Woning naar ontwerp van P. Van Moerkerke 1936                                          |                       |                                  | Roeselare         | Beversesteenweg 6            | 50° 56′ 58″ nord, 3° 07′ 54″ est | 23764               | Téléverser                                                         |
| (nl) Enkelhuis Mijn droom naar ontwerp van P. Van Moerkerke                                 |                       |                                  | Roeselare         | Beversesteenweg 13           | 50° 56′ 58″ nord, 3° 07′ 52″ est | 23765               | Téléverser                                                         |
| (nl) Enkelhuis naar ontwerp van J. Soete 1913                                               |                       |                                  | Roeselare         | Beversesteenweg 20           | 50° 57′ 00″ nord, 3° 07′ 53″ est | 23766               | Téléverser                                                         |
| (nl) Woon-/winkelhuis 1933                                                                  |                       |                                  | Roeselare         | Beversesteenweg 44           | 50° 57′ 04″ nord, 3° 07′ 55″ est | 23768               | Téléverser                                                         |
| (nl) Woon-/winkelhuis 1933                                                                  |                       |                                  | Roeselare         | Beversesteenweg 46           | 50° 57′ 04″ nord, 3° 07′ 55″ est | 23768               | Téléverser                                                         |
| (nl) Herberg De Loskaai, winkelpand 1912                                                    |                       |                                  | Roeselare         | Beversesteenweg 69           | 50° 57′ 10″ nord, 3° 07′ 53″ est | 23769               | Téléverser                                                         |
| (nl) Villa en bedrijfsgebouwen, villa Sint-Georges                                          |                       |                                  | Roeselare         | Beversesteenweg 78           | 50° 57′ 09″ nord, 3° 07′ 56″ est | 23770               | Téléverser                                                         |
| (nl) Garage Kosmos, heden rijschool, loods                                                  |                       |                                  | Roeselare         | Beversesteenweg 87           | 50° 57′ 11″ nord, 3° 07′ 53″ est | 23771               | Téléverser                                                         |
| (nl) Garage Kosmos, heden rijschool, loods                                                  |                       |                                  | Roeselare         | Beversesteenweg 89           | 50° 57′ 11″ nord, 3° 07′ 53″ est | 23771               | Téléverser                                                         |
| (nl) Villa naar ontwerp van J. De Bruycker 1929                                             | Oui                   |                                  | Roeselare         | Beversesteenweg 112          | 50° 57′ 14″ nord, 3° 07′ 56″ est | 23772               | Téléverser                                                         |
| (nl) Enkelhuizen naar ontwerp van E. Apers 1932                                             |                       |                                  | Roeselare         | Beversesteenweg 134          | 50° 57′ 16″ nord, 3° 07′ 55″ est | 23773               | Téléverser                                                         |
| (nl) Enkelhuizen naar ontwerp van E. Apers 1932                                             |                       |                                  | Roeselare         | Beversesteenweg 136          | 50° 57′ 16″ nord, 3° 07′ 55″ est | 23773               | Téléverser                                                         |
| (nl) Enkelhuis naar ontwerp van J. De Coninck 1935                                          |                       |                                  | Roeselare         | Beversesteenweg 159          | 50° 57′ 21″ nord, 3° 07′ 49″ est | 23774               | Téléverser                                                         |
| (nl) Woonhuis en aanhorigheden naar ontwerp van J. De Coninck 1936                          |                       |                                  | Roeselare         | Beversesteenweg 167          | 50° 57′ 22″ nord, 3° 07′ 51″ est | 23775               | Téléverser                                                         |
| (nl) Stedelijke begraafplaats                                                               |                       |                                  | Roeselare         | Blekerijstraat               | 50° 56′ 37″ nord, 3° 06′ 58″ est | 23776               | (nl) Stedelijke begraafplaats                                      |
| (nl) Wederopbouwwoning                                                                      |                       |                                  | Roeselare         | Blekerijstraat 54            | 50° 56′ 36″ nord, 3° 07′ 07″ est | 23777               | Téléverser                                                         |
| (nl) Lijnwaadweverij, bedrijfsgebouwen                                                      |                       |                                  | Roeselare         | Meensesteenweg 27            | 50° 56′ 29″ nord, 3° 07′ 23″ est | 23778               | Téléverser                                                         |
| (nl) Gildenhuis nr. 3, Het Gildenbrood, winkel, cafe,                                       |                       |                                  | Roeselare         | Bollenstraat 23              | 50° 56′ 29″ nord, 3° 07′ 25″ est | 23779               | Téléverser                                                         |
| (nl) Arbeiderswoningen naar ontwerp van Seroen, 1920                                        |                       |                                  | Roeselare         | Bruanestraat 22              | 50° 56′ 54″ nord, 3° 08′ 13″ est | 23780               | Téléverser                                                         |
| (nl) Arbeiderswoningen naar ontwerp van Seroen, 1920                                        |                       |                                  | Roeselare         | Bruanestraat 24              | 50° 56′ 54″ nord, 3° 08′ 13″ est | 23780               | Téléverser                                                         |
| (nl) Arbeiderswoningen naar ontwerp van Seroen, 1920                                        |                       |                                  | Roeselare         | Bruanestraat 26              | 50° 56′ 54″ nord, 3° 08′ 13″ est | 23780               | Téléverser                                                         |
| (nl) Arbeiderswoningen naar ontwerp van Seroen, 1920                                        |                       |                                  | Roeselare         | Bruanestraat 28              | 50° 56′ 54″ nord, 3° 08′ 13″ est | 23780               | Téléverser                                                         |
| (nl) Arbeiderswoningen naar ontwerp van Seroen, 1920                                        |                       |                                  | Roeselare         | Bruanestraat 30              | 50° 56′ 54″ nord, 3° 08′ 13″ est | 23780               | Téléverser                                                         |
| (nl) Arbeiderswoningen naar ontwerp van Seroen, 1920                                        |                       |                                  | Roeselare         | Bruanestraat 32              | 50° 56′ 54″ nord, 3° 08′ 13″ est | 23780               | Téléverser                                                         |
| (nl) Arbeiderswoningen naar ontwerp van Seroen, 1920                                        |                       |                                  | Roeselare         | Bruanestraat 34              | 50° 56′ 54″ nord, 3° 08′ 13″ est | 23780               | Téléverser                                                         |
| (nl) Arbeiderswoningen naar ontwerp van Seroen, 1920                                        |                       |                                  | Roeselare         | Bruanestraat 36              | 50° 56′ 54″ nord, 3° 08′ 13″ est | 23780               | Téléverser                                                         |
| (nl) Arbeiderswoningen naar ontwerp van Seroen, 1920                                        |                       |                                  | Roeselare         | Bruanestraat 38              | 50° 56′ 54″ nord, 3° 08′ 13″ est | 23780               | Téléverser                                                         |
| (nl) Arbeiderswoningen naar ontwerp van Seroen, 1920                                        |                       |                                  | Roeselare         | Bruanestraat 40              | 50° 56′ 54″ nord, 3° 08′ 13″ est | 23780               | Téléverser                                                         |
| (nl) Enkelhuis naar ontwerp van E. Apers 1933                                               |                       |                                  | Roeselare         | Bruanestraat 31              | 50° 56′ 57″ nord, 3° 08′ 10″ est | 23781               | Téléverser                                                         |
| (nl) Enkelhuis 1938 naar ontwerp van F. Vanhee                                              |                       |                                  | Roeselare         | Bruanestraat 44              | 50° 56′ 55″ nord, 3° 08′ 15″ est | 23782               | Téléverser                                                         |
| (nl) Eenheidsbebouwing arbeiderswoningen en herberg                                         |                       |                                  | Roeselare         | Bruanestraat 52              | 50° 56′ 56″ nord, 3° 08′ 16″ est | 23783               | Téléverser                                                         |
| (nl) Eenheidsbebouwing arbeiderswoningen en herberg                                         |                       |                                  | Roeselare         | Bruanestraat 54              | 50° 56′ 56″ nord, 3° 08′ 16″ est | 23783               | Téléverser                                                         |
| (nl) Eenheidsbebouwing arbeiderswoningen en herberg                                         |                       |                                  | Roeselare         | Bruanestraat 60              | 50° 56′ 56″ nord, 3° 08′ 16″ est | 23783               | Téléverser                                                         |
| (nl) Hoekhuis                                                                               |                       |                                  | Roeselare         | Bruanestraat 62              | 50° 56′ 56″ nord, 3° 08′ 17″ est | 23784               | Téléverser                                                         |
| (nl) Arbeiderswoning naar ontwerp van C. Vanneste                                           |                       |                                  | Roeselare         | Bruanestraat 70              | 50° 56′ 56″ nord, 3° 08′ 18″ est | 23785               | Téléverser                                                         |
| (nl) Woon-/winkelhuis 1931                                                                  |                       |                                  | Roeselare         | Brugsesteenweg 6             | 50° 57′ 04″ nord, 3° 07′ 13″ est | 23786               | Téléverser                                                         |
| (nl) Winkelhuis 1897                                                                        |                       |                                  | Roeselare         | Brugsesteenweg 32            | 50° 57′ 06″ nord, 3° 07′ 15″ est | 23787               | Téléverser                                                         |
| (nl) Winkelhuizen naar ontwerp van E. Apers 1934                                            |                       |                                  | Roeselare         | Brugsesteenweg 43            | 50° 57′ 08″ nord, 3° 07′ 14″ est | 23788               | Téléverser                                                         |
| (nl) Winkelhuizen naar ontwerp van E. Apers 1934                                            |                       |                                  | Roeselare         | Brugsesteenweg 45            | 50° 57′ 08″ nord, 3° 07′ 14″ est | 23788               | Téléverser                                                         |
| (nl) Woon-/winkelhuis naar ontwerp van F. Lucas 1921                                        |                       |                                  | Roeselare         | Brugsesteenweg 47            | 50° 57′ 08″ nord, 3° 07′ 13″ est | 23789               | Téléverser                                                         |
| (nl) Woon-/winkelhuis naar ontwerp van F. Lucas 1921                                        |                       |                                  | Roeselare         | Brugsesteenweg 49            | 50° 57′ 08″ nord, 3° 07′ 13″ est | 23789               | Téléverser                                                         |
| (nl) Villa 1929, garage met opschrift V en S                                                |                       |                                  | Roeselare         | Brugsesteenweg 69            | 50° 57′ 10″ nord, 3° 07′ 16″ est | 23790               | Téléverser                                                         |
| (nl) Stedelijke Basisschool                                                                 |                       |                                  | Roeselare         | Brugsesteenweg 75            | 50° 57′ 12″ nord, 3° 07′ 15″ est | 23791               | Téléverser                                                         |
| (nl) Stedelijk Ziekenhuis (O.C.M.W.), kapel, moederhuis                                     |                       |                                  | Roeselare         | Brugsesteenweg 90            | 50° 57′ 14″ nord, 3° 07′ 24″ est | 23792               | Téléverser                                                         |
| (nl) Enkelhuis naar ontwerp van J. De Coninck 1935                                          |                       |                                  | Roeselare         | Brugsesteenweg 143           | 50° 57′ 17″ nord, 3° 07′ 17″ est | 23793               | Téléverser                                                         |
| (nl) Woonhuizen 1905                                                                        |                       |                                  | Roeselare         | Brugsesteenweg 227           | 50° 57′ 27″ nord, 3° 07′ 15″ est | 23794               | Téléverser                                                         |
| (nl) Woonhuizen 1905                                                                        |                       |                                  | Roeselare         | Brugsesteenweg 229           | 50° 57′ 27″ nord, 3° 07′ 15″ est | 23794               | Téléverser                                                         |
| (nl) Woonhuizen 1905                                                                        |                       |                                  | Roeselare         | Brugsesteenweg 231           | 50° 57′ 27″ nord, 3° 07′ 15″ est | 23794               | Téléverser                                                         |
| (nl) Enkelhuis art-deco                                                                     |                       |                                  | Roeselare         | Brugsesteenweg 249           | 50° 57′ 31″ nord, 3° 07′ 15″ est | 23795               | Téléverser                                                         |
| (nl) Enkelhuis naar ontwerp van M. Deschout 1937                                            |                       |                                  | Roeselare         | Brugsesteenweg 275           | 50° 57′ 34″ nord, 3° 07′ 14″ est | 23796               | Téléverser                                                         |
| (nl) Automobielinspectie nr. 24, bedrijfsgebouw                                             |                       |                                  | Roeselare         | Brugsesteenweg 366           | 50° 58′ 06″ nord, 3° 07′ 15″ est | 23797               | Téléverser                                                         |
| (nl) Parochiekerk Sint-Amands                                                               |                       |                                  | Roeselare         | de Coninckplein              | 50° 56′ 56″ nord, 3° 07′ 37″ est | 23798               | (nl) Parochiekerk Sint-Amands                                      |
| (nl) Parochiekerk Sint-Jozef                                                                |                       |                                  | Roeselare         | Deken De Saegherplein        | 50° 56′ 22″ nord, 3° 08′ 13″ est | 23799               | Téléverser                                                         |
| (nl) Woonhuis neo-Vlaamse-renaissance                                                       |                       |                                  | Roeselare         | Delaerestraat 1              | 50° 56′ 48″ nord, 3° 07′ 40″ est | 23800               | Téléverser                                                         |
| (nl) Woonhuis neo-Vlaamse-renaissance                                                       |                       |                                  | Roeselare         | Delaerestraat 3              | 50° 56′ 48″ nord, 3° 07′ 40″ est | 23800               | Téléverser                                                         |
| (nl) Enkelhuis neoclassicistische inslag 1913                                               |                       |                                  | Roeselare         | Delaerestraat 15             | 50° 56′ 47″ nord, 3° 07′ 42″ est | 23802               | Téléverser                                                         |
| (nl) Enkelhuis naar ontwerp van J. Soete 1906                                               |                       |                                  | Roeselare         | Delaerestraat 17             | 50° 56′ 47″ nord, 3° 07′ 42″ est | 23803               | Téléverser                                                         |
| (nl) Neoclassicistisch herenhuis XIX                                                        |                       |                                  | Roeselare         | Delaerestraat 19             | 50° 56′ 47″ nord, 3° 07′ 42″ est | 23804               | Téléverser                                                         |
| (nl) Herberg Biljart Palace                                                                 |                       |                                  | Roeselare         | Delaerestraat 22             | 50° 56′ 44″ nord, 3° 07′ 42″ est | 23805               | Téléverser                                                         |
| (nl) Klooster en retraitehuis paters redemptoristen                                         | Oui                   |                                  | Roeselare         | Delaerestraat 33             | 50° 56′ 46″ nord, 3° 07′ 45″ est | 23806               | Téléverser                                                         |
| (nl) Winkelhuis XIX                                                                         | Oui                   |                                  | Roeselare         | Delaerestraat 42             | 50° 56′ 43″ nord, 3° 07′ 43″ est | 23807               | Téléverser                                                         |
| (nl) Sint-Idesbaldusinstituut                                                               |                       |                                  | Roeselare         | De Zilten 52                 | 50° 57′ 28″ nord, 3° 05′ 47″ est | 23808               | Téléverser                                                         |
| (nl) Hoeve                                                                                  |                       |                                  | Roeselare         | De Zilten 125                | 50° 57′ 21″ nord, 3° 05′ 51″ est | 23809               | Téléverser                                                         |
| (nl) Calvarie                                                                               |                       |                                  | Roeselare         | Diksmuidsesteenweg           | 50° 57′ 22″ nord, 3° 05′ 08″ est | 23810               | Téléverser                                                         |
| (nl) Woning en atelier textielwaren 1946                                                    |                       |                                  | Roeselare         | Diksmuidsesteenweg 2         | 50° 56′ 44″ nord, 3° 07′ 10″ est | 23811               | Téléverser                                                         |
| (nl) Woning en atelier textielwaren 1946                                                    |                       |                                  | Roeselare         | Diksmuidsesteenweg 4         | 50° 56′ 44″ nord, 3° 07′ 10″ est | 23811               | Téléverser                                                         |
| (nl) Woning en atelier textielwaren 1946                                                    |                       |                                  | Roeselare         | Diksmuidsesteenweg 6         | 50° 56′ 44″ nord, 3° 07′ 10″ est | 23811               | Téléverser                                                         |
| (nl) Eenheidsbebouwing enkelhuizen                                                          |                       |                                  | Roeselare         | Diksmuidsesteenweg 11        | 50° 56′ 42″ nord, 3° 07′ 09″ est | 23812               | Téléverser                                                         |
| (nl) Eenheidsbebouwing enkelhuizen                                                          |                       |                                  | Roeselare         | Diksmuidsesteenweg 9         | 50° 56′ 42″ nord, 3° 07′ 09″ est | 23812               | Téléverser                                                         |
| (nl) Dubbelhuis eclectische stijl 1921                                                      |                       |                                  | Roeselare         | Diksmuidsesteenweg 32        | 50° 56′ 45″ nord, 3° 07′ 07″ est | 23813               | Téléverser                                                         |
| (nl) Rijhuizen 1905                                                                         |                       |                                  | Roeselare         | Diksmuidsesteenweg 47        | 50° 56′ 44″ nord, 3° 07′ 04″ est | 23814               | Téléverser                                                         |
| (nl) Rijhuizen 1905                                                                         |                       |                                  | Roeselare         | Diksmuidsesteenweg 49        | 50° 56′ 44″ nord, 3° 07′ 04″ est | 23814               | Téléverser                                                         |
| (nl) Gasthof den Hazelt, dubbelhuis                                                         |                       |                                  | Roeselare         | Diksmuidsesteenweg 53        | 50° 56′ 45″ nord, 3° 07′ 03″ est | 23815               | Téléverser                                                         |
| (nl) Hoekpand, woning, 1935 naar ontwerp van F. Vanhee                                      |                       |                                  | Roeselare         | Diksmuidsesteenweg 101       | 50° 56′ 46″ nord, 3° 06′ 57″ est | 23816               | Téléverser                                                         |
| (nl) Hoekpand, woning, 1935 naar ontwerp van F. Vanhee                                      |                       |                                  | Roeselare         | Diksmuidsesteenweg 99        | 50° 56′ 46″ nord, 3° 06′ 57″ est | 23816               | Téléverser                                                         |
| (nl) Eenheidsbebouwing woningen 1933 naar ontwerp van F. Vanhee                             |                       |                                  | Roeselare         | Diksmuidsesteenweg 129       | 50° 56′ 47″ nord, 3° 06′ 54″ est | 23817               | Téléverser                                                         |
| (nl) Eenheidsbebouwing woningen 1933 naar ontwerp van F. Vanhee                             |                       |                                  | Roeselare         | Diksmuidsesteenweg 131       | 50° 56′ 47″ nord, 3° 06′ 54″ est | 23817               | Téléverser                                                         |
| (nl) Eenheidsbebouwing woningen 1933 naar ontwerp van F. Vanhee                             |                       |                                  | Roeselare         | Diksmuidsesteenweg 133       | 50° 56′ 47″ nord, 3° 06′ 54″ est | 23817               | Téléverser                                                         |
| (nl) Eenheidsbebouwing woningen 1933 naar ontwerp van F. Vanhee                             |                       |                                  | Roeselare         | Diksmuidsesteenweg 135       | 50° 56′ 47″ nord, 3° 06′ 54″ est | 23817               | Téléverser                                                         |
| (nl) Eenheidsbebouwing woningen 1933 naar ontwerp van F. Vanhee                             |                       |                                  | Roeselare         | Diksmuidsesteenweg 137       | 50° 56′ 47″ nord, 3° 06′ 54″ est | 23817               | Téléverser                                                         |
| (nl) Eenheidsbebouwing woningen 1933 naar ontwerp van F. Vanhee                             |                       |                                  | Roeselare         | Diksmuidsesteenweg 139       | 50° 56′ 47″ nord, 3° 06′ 54″ est | 23817               | Téléverser                                                         |
| (nl) Breedhuis 1936                                                                         |                       |                                  | Roeselare         | Diksmuidsesteenweg 141       | 50° 56′ 47″ nord, 3° 06′ 53″ est | 23818               | Téléverser                                                         |
| (nl) Breedhuis 1936                                                                         |                       |                                  | Roeselare         | Diksmuidsesteenweg 143       | 50° 56′ 47″ nord, 3° 06′ 53″ est | 23818               | Téléverser                                                         |
| (nl) Villa Madeleine 1935 naar ontwerp van J. De Coninck                                    |                       |                                  | Roeselare         | Diksmuidsesteenweg 159       | 50° 56′ 48″ nord, 3° 06′ 51″ est | 23819               | Téléverser                                                         |
| (nl) Wittens wal, hoeve                                                                     |                       |                                  | Roeselare         | Diksmuidsesteenweg 341       | 50° 57′ 02″ nord, 3° 06′ 02″ est | 23820               | Téléverser                                                         |
| (nl) Boerenhuis XIX en kapel                                                                |                       |                                  | Roeselare         | Diksmuidsesteenweg 351       | 50° 57′ 09″ nord, 3° 05′ 42″ est | 23821               | Téléverser                                                         |
| (nl) Heerlijkheid van Schiervelde, hoeve                                                    |                       |                                  | Roeselare         | Diksmuidsesteenweg 357       | 50° 57′ 14″ nord, 3° 05′ 21″ est | 23822               | Téléverser                                                         |
| (nl) Sint-Jozefkapel                                                                        |                       |                                  | Roeselare         | Fabrieksstraat 36            | 50° 57′ 07″ nord, 3° 08′ 09″ est | 23823               | Téléverser                                                         |
| (nl) Hoekhuis Osc. Dewitte-Entrepreneur-Roulers                                             |                       |                                  | Roeselare         | Fortuinstraat 1              | 50° 56′ 48″ nord, 3° 08′ 02″ est | 23824               | Téléverser                                                         |
| (nl) Enkelhuizen neoclassicisme                                                             |                       |                                  | Roeselare         | Fortuinstraat 3              | 50° 56′ 48″ nord, 3° 08′ 02″ est | 23825               | Téléverser                                                         |
| (nl) Enkelhuizen neoclassicisme                                                             |                       |                                  | Roeselare         | Fortuinstraat 5              | 50° 56′ 48″ nord, 3° 08′ 02″ est | 23825               | Téléverser                                                         |
| (nl) Eclectisch woonhuis 1905                                                               |                       |                                  | Roeselare         | Gasstraat 18                 | 50° 56′ 48″ nord, 3° 07′ 49″ est | 23827               | Téléverser                                                         |
| (nl) Neoclassicistisch breedhuis van H. Tant XIX                                            |                       |                                  | Roeselare         | Gasstraat 19                 | 50° 56′ 48″ nord, 3° 07′ 51″ est | 23828               | Téléverser                                                         |
| (nl) Neoclassicistisch breedhuis van H. Tant XIX                                            |                       |                                  | Roeselare         | Gasstraat 20                 | 50° 56′ 48″ nord, 3° 07′ 51″ est | 23828               | Téléverser                                                         |
| (nl) Breedhuis naar ontwerp van E. Apers 1928                                               |                       |                                  | Roeselare         | Germain Hoetstraat 32        | 50° 56′ 54″ nord, 3° 08′ 24″ est | 23829               | Téléverser                                                         |
| (nl) Arbeidershuizen                                                                        |                       |                                  | Roeselare         | Gitsestraat 11               | 50° 57′ 08″ nord, 3° 07′ 09″ est | 23830               | Téléverser                                                         |
| (nl) Arbeidershuizen                                                                        |                       |                                  | Roeselare         | Gitsestraat 13               | 50° 57′ 08″ nord, 3° 07′ 09″ est | 23830               | Téléverser                                                         |
| (nl) Arbeidershuizen                                                                        |                       |                                  | Roeselare         | Gitsestraat 5                | 50° 57′ 08″ nord, 3° 07′ 09″ est | 23830               | Téléverser                                                         |
| (nl) Arbeidershuizen                                                                        |                       |                                  | Roeselare         | Gitsestraat 7                | 50° 57′ 08″ nord, 3° 07′ 09″ est | 23830               | Téléverser                                                         |
| (nl) Arbeidershuizen                                                                        |                       |                                  | Roeselare         | Gitsestraat 9                | 50° 57′ 08″ nord, 3° 07′ 09″ est | 23830               | Téléverser                                                         |
| (nl) Woonhuis naar ontwerp van E. Termote 1930                                              |                       |                                  | Roeselare         | Gitsestraat 40               | 50° 57′ 10″ nord, 3° 07′ 11″ est | 23831               | Téléverser                                                         |
| (nl) Woonhuis naar ontwerp van E. Termote 1930                                              |                       |                                  | Roeselare         | Gitsestraat 42               | 50° 57′ 10″ nord, 3° 07′ 11″ est | 23831               | Téléverser                                                         |
| (nl) Enkelhuis naar ontwerp van E. Allewaert 1936                                           |                       |                                  | Roeselare         | Gitsestraat 48               | 50° 57′ 10″ nord, 3° 07′ 11″ est | 23832               | Téléverser                                                         |
| (nl) Enkelhuis naar ontwerp van E. Allewaert 1936                                           |                       |                                  | Roeselare         | Gitsestraat 50               | 50° 57′ 10″ nord, 3° 07′ 11″ est | 23832               | Téléverser                                                         |
| (nl) Woonhuis naar ontwerp van E. Apers 1931                                                |                       |                                  | Roeselare         | Gitsestraat 68               | 50° 57′ 12″ nord, 3° 07′ 10″ est | 23833               | Téléverser                                                         |
| (nl) Enkelhuis met garage en magazijn naar ontwerp van H. Calmeyn                           |                       |                                  | Roeselare         | Gitsestraat 69               | 50° 57′ 13″ nord, 3° 07′ 06″ est | 23834               | Téléverser                                                         |
| (nl) Enkelhuis met garage en magazijn naar ontwerp van H. Calmeyn                           |                       |                                  | Roeselare         | Gitsestraat 71               | 50° 57′ 13″ nord, 3° 07′ 06″ est | 23834               | Téléverser                                                         |
| (nl) Enkelhuis met garage en magazijn naar ontwerp van H. Calmeyn                           |                       |                                  | Roeselare         | Gitsestraat 73               | 50° 57′ 13″ nord, 3° 07′ 06″ est | 23834               | Téléverser                                                         |
| (nl) Ast, nu woonhuis                                                                       |                       |                                  | Roeselare         | Gitsestraat 177              | 50° 57′ 23″ nord, 3° 07′ 01″ est | 23835               | Téléverser                                                         |
| (nl) Boerenarbeidershuizen 1892                                                             |                       |                                  | Roeselare         | Gitsestraat 179              | 50° 57′ 24″ nord, 3° 07′ 01″ est | 23836               | Téléverser                                                         |
| (nl) Boerenarbeidershuizen 1892                                                             |                       |                                  | Roeselare         | Gitsestraat 181              | 50° 57′ 24″ nord, 3° 07′ 01″ est | 23836               | Téléverser                                                         |
| (nl) Hoeve                                                                                  |                       |                                  | Roeselare         | Wolstraat 5                  | 50° 57′ 37″ nord, 3° 07′ 06″ est | 23837               | Téléverser                                                         |
| (nl) Hoeve                                                                                  |                       |                                  | Roeselare         | Gitsestraat 528              | 50° 58′ 15″ nord, 3° 07′ 00″ est | 23838               | Téléverser                                                         |
| (nl) Wegkapelletje 1890 naar ontwerp van E. Callebert                                       |                       |                                  | Roeselare         | Groenestraat 46              | 50° 56′ 43″ nord, 3° 07′ 02″ est | 23840               | Téléverser                                                         |
| (nl) Woonhuizen 1933 naar ontwerp van F. Vanhee                                             |                       |                                  | Roeselare         | Groenestraat 106             | 50° 56′ 42″ nord, 3° 06′ 55″ est | 23841               | Téléverser                                                         |
| (nl) Woonhuizen 1933 naar ontwerp van F. Vanhee                                             |                       |                                  | Roeselare         | Groenestraat 108             | 50° 56′ 42″ nord, 3° 06′ 55″ est | 23841               | Téléverser                                                         |
| (nl) Woonhuizen 1933 naar ontwerp van F. Vanhee                                             |                       |                                  | Roeselare         | Groenestraat 110             | 50° 56′ 42″ nord, 3° 06′ 55″ est | 23841               | Téléverser                                                         |
| (nl) Woonhuizen 1933 naar ontwerp van F. Vanhee                                             |                       |                                  | Roeselare         | Groenestraat 112             | 50° 56′ 42″ nord, 3° 06′ 55″ est | 23841               | Téléverser                                                         |
| (nl) Woonhuizen 1933 naar ontwerp van F. Vanhee                                             |                       |                                  | Roeselare         | Groenestraat 114             | 50° 56′ 42″ nord, 3° 06′ 55″ est | 23841               | Téléverser                                                         |
| (nl) Woonhuizen 1933 naar ontwerp van F. Vanhee                                             |                       |                                  | Roeselare         | Groenestraat 116             | 50° 56′ 42″ nord, 3° 06′ 55″ est | 23841               | Téléverser                                                         |
| (nl) Wegkapelletje                                                                          |                       |                                  | Roeselare         | Groenestraat 153             | 50° 56′ 36″ nord, 3° 06′ 40″ est | 23842               | Téléverser                                                         |
| (nl) Breedhuizen 1926 naar ontwerp van A. Van Coillie                                       |                       |                                  | Roeselare         | Groenestraat 181             | 50° 56′ 35″ nord, 3° 06′ 36″ est | 23843               | Téléverser                                                         |
| (nl) Breedhuizen 1926 naar ontwerp van A. Van Coillie                                       |                       |                                  | Roeselare         | Groenestraat 183             | 50° 56′ 35″ nord, 3° 06′ 36″ est | 23843               | Téléverser                                                         |
| (nl) Breedhuizen 1926 naar ontwerp van A. Van Coillie                                       |                       |                                  | Roeselare         | Groenestraat 185             | 50° 56′ 35″ nord, 3° 06′ 36″ est | 23843               | Téléverser                                                         |
| (nl) Breedhuizen 1926 naar ontwerp van A. Van Coillie                                       |                       |                                  | Roeselare         | Groenestraat 187             | 50° 56′ 35″ nord, 3° 06′ 36″ est | 23843               | Téléverser                                                         |
| (nl) Breedhuizen 1926 naar ontwerp van A. Van Coillie                                       |                       |                                  | Roeselare         | Groenestraat 189             | 50° 56′ 35″ nord, 3° 06′ 36″ est | 23843               | Téléverser                                                         |
| (nl) Breedhuizen 1926 naar ontwerp van A. Van Coillie                                       |                       |                                  | Roeselare         | Groenestraat 191             | 50° 56′ 35″ nord, 3° 06′ 36″ est | 23843               | Téléverser                                                         |
| (nl) Breedhuizen 1926 naar ontwerp van A. Van Coillie                                       |                       |                                  | Roeselare         | Groenestraat 193             | 50° 56′ 35″ nord, 3° 06′ 36″ est | 23843               | Téléverser                                                         |
| (nl) Wegkapelletje 1874                                                                     |                       |                                  | Roeselare         | Groenestraat                 | 50° 56′ 28″ nord, 3° 06′ 14″ est | 23844               | Téléverser                                                         |
| (nl) 't Klokhof, hoeve                                                                      |                       |                                  | Roeselare         | Groenestraat 426             | 50° 56′ 17″ nord, 3° 05′ 42″ est | 23845               | Téléverser                                                         |
| (nl) Wegkapel 1908 ONZE-LIEVE-VROUW VAN GROENINGHEN B.V.O.                                  |                       |                                  | Roeselare         | Groenestraat                 | 50° 56′ 13″ nord, 3° 05′ 20″ est | 23846               | Téléverser                                                         |
| (nl) Wegkapel Onze-Lieve-Vrouw Middelares aller genade B.V.O./V-B 1931                      |                       |                                  | Roeselare         | Groenestraat 514             | 50° 56′ 13″ nord, 3° 05′ 07″ est | 23847               | Téléverser                                                         |
| (nl) Stadhuis                                                                               | Oui                   |                                  | Roeselare         | Grote Markt 1                | 50° 56′ 40″ nord, 3° 07′ 28″ est | 23848               | Téléverser                                                         |
| (nl) Herberg en winkelhuizen                                                                |                       |                                  | Roeselare         | Grote Markt 1A               | 50° 56′ 40″ nord, 3° 07′ 26″ est | 23849               | Téléverser                                                         |
| (nl) Herberg en winkelhuizen                                                                |                       |                                  | Roeselare         | Grote Markt 2                | 50° 56′ 40″ nord, 3° 07′ 26″ est | 23849               | Téléverser                                                         |
| (nl) Herberg en winkelhuizen                                                                |                       |                                  | Roeselare         | Grote Markt 3                | 50° 56′ 40″ nord, 3° 07′ 26″ est | 23849               | Téléverser                                                         |
| (nl) Diephuis 1921                                                                          |                       |                                  | Roeselare         | Grote Markt 4                | 50° 56′ 41″ nord, 3° 07′ 26″ est | 23850               | Téléverser                                                         |
| (nl) Breedhuis naar ontwerp van A. Van Coillie 1923                                         |                       |                                  | Roeselare         | Grote Markt 5                | 50° 56′ 40″ nord, 3° 07′ 26″ est | 23851               | Téléverser                                                         |
| (nl) Diephuis naar ontwerp van A. Van Coillie, 1921, winkelhuis                             |                       |                                  | Roeselare         | Grote Markt 6                | 50° 56′ 41″ nord, 3° 07′ 26″ est | 23852               | Téléverser                                                         |
| (nl) Winkelhuis naar ontwerp van A. Van Coillie 1924                                        |                       |                                  | Roeselare         | Grote Markt 7                | 50° 56′ 41″ nord, 3° 07′ 26″ est | 23853               | Téléverser                                                         |
| (nl) Herberg De Kroon 1903, diephuis                                                        |                       |                                  | Roeselare         | Grote Markt 8                | 50° 56′ 41″ nord, 3° 07′ 25″ est | 23854               | Téléverser                                                         |
| (nl) Diephuis naar ontwerp van A. Van Coillie 1921                                          |                       |                                  | Roeselare         | Grote Markt 10               | 50° 56′ 41″ nord, 3° 07′ 24″ est | 23855               | Téléverser                                                         |
| (nl) Meubelfabriek Den Eik, diephuis, winkel en werkplaats                                  |                       |                                  | Roeselare         | Grote Markt 11               | 50° 56′ 41″ nord, 3° 07′ 24″ est | 23856               | Téléverser                                                         |
| (nl) Breedhuis 1920                                                                         |                       |                                  | Roeselare         | Grote Markt 12               | 50° 56′ 41″ nord, 3° 07′ 24″ est | 23857               | Téléverser                                                         |
| (nl) Hoekpand                                                                               |                       |                                  | Roeselare         | Grote Markt 17               | 50° 56′ 44″ nord, 3° 07′ 25″ est | 23858               | Téléverser                                                         |
| (nl) Diephuis naar ontwerp van R. Doom en J. Vermeersch                                     |                       |                                  | Roeselare         | Grote Markt 18               | 50° 56′ 44″ nord, 3° 07′ 26″ est | 23859               | Téléverser                                                         |
| (nl) Breedhuis 1894 naar ontwerp van J. Soete                                               |                       |                                  | Roeselare         | Grote Markt 20               | 50° 56′ 44″ nord, 3° 07′ 26″ est | 23860               | Téléverser                                                         |
| (nl) Herberg De Beiaard 1893                                                                |                       |                                  | Roeselare         | Grote Markt 21               | 50° 56′ 44″ nord, 3° 07′ 26″ est | 23861               | Téléverser                                                         |
| (nl) Parfumerie Les Parfums Parisiens                                                       | Oui                   |                                  | Roeselare         | Grote Markt 23               | 50° 56′ 45″ nord, 3° 07′ 27″ est | 23862               | Téléverser                                                         |
| (nl) Eclectische apotheek, diephuis                                                         | Oui                   |                                  | Roeselare         | Grote Markt 26               | 50° 56′ 43″ nord, 3° 07′ 30″ est | 23864               | (nl) Eclectische apotheek, diephuis                                |
| (nl) Gebouw met houten winkelpui                                                            |                       |                                  | Roeselare         | Grote Markt 27               | 50° 56′ 43″ nord, 3° 07′ 30″ est | 23865               | Téléverser                                                         |
| (nl) Voorheen zoutziederij en sodafabriek, gebouwencomp                                     |                       |                                  | Roeselare         | Gieterijstraat 15            | 50° 56′ 44″ nord, 3° 08′ 08″ est | 23866               | Téléverser                                                         |
| (nl) Voorheen zoutziederij en sodafabriek, gebouwencomp                                     |                       |                                  | Roeselare         | Gieterijstraat 19            | 50° 56′ 44″ nord, 3° 08′ 08″ est | 23866               | Téléverser                                                         |
| (nl) Voorheen zoutziederij en sodafabriek, gebouwencomp                                     |                       |                                  | Roeselare         | Gieterijstraat 21            | 50° 56′ 44″ nord, 3° 08′ 08″ est | 23866               | Téléverser                                                         |
| (nl) Magazijn 1895, diephuis                                                                | Oui                   |                                  | Roeselare         | Gieterijstraat 33            | 50° 56′ 42″ nord, 3° 08′ 04″ est | 23867               | Téléverser                                                         |
| (nl) Magazijnen 1895 en 1889                                                                | Oui                   |                                  | Roeselare         | Kaaistraat 22                | 50° 56′ 41″ nord, 3° 08′ 05″ est | 23868               | Téléverser                                                         |
| (nl) Magazijnen 1895 en 1889                                                                | Oui                   |                                  | Roeselare         | Kaaistraat 26                | 50° 56′ 41″ nord, 3° 08′ 05″ est | 23868               | Téléverser                                                         |
| (nl) Gebouwen olieslagerij                                                                  |                       |                                  | Roeselare         | Kaaistraat 70                | 50° 56′ 36″ nord, 3° 08′ 29″ est | 23869               | Téléverser                                                         |
| (nl) Drinkhuis In de gouden Zeesterre 1897                                                  |                       |                                  | Roeselare         | Trakelweg 3                  | 50° 56′ 38″ nord, 3° 08′ 01″ est | 23870               | Téléverser                                                         |
| (nl) Graansilo's nieuwe zakelijkheid naar ontwerp van J. De Bruycker                        | Oui                   |                                  | Roeselare         | Trakelweg 3                  | 50° 56′ 38″ nord, 3° 08′ 01″ est | 23871               | Téléverser                                                         |
| (nl) Werkplaats, gebouwen                                                                   |                       |                                  | Roeselare         | Trakelweg 51                 | 50° 56′ 31″ nord, 3° 08′ 16″ est | 23872               | Téléverser                                                         |
| (nl) Weverij, bedrijfsgebouwen                                                              |                       |                                  | Roeselare         | Trakelweg 72                 | 50° 56′ 29″ nord, 3° 08′ 29″ est | 23873               | Téléverser                                                         |
| (nl) Magazijn en woonhuis naar ontwerp van D. Denys-Carbonez 1894                           |                       |                                  | Roeselare         | Vaartstraat 17               | 50° 56′ 45″ nord, 3° 08′ 02″ est | 23874               | Téléverser                                                         |
| (nl) Magazijn en woonhuis naar ontwerp van D. Denys-Carbonez 1894                           |                       |                                  | Roeselare         | Vaartstraat 19               | 50° 56′ 45″ nord, 3° 08′ 02″ est | 23874               | Téléverser                                                         |
| (nl) Kantoor, heden discontokantoor, hoekpand                                               |                       |                                  | Roeselare         | Hendrik Consciencestraat 6   | 50° 56′ 52″ nord, 3° 07′ 30″ est | 23875               | Téléverser                                                         |
| (nl) Filiaal Nationale Bank 1921, eclectisme                                                |                       |                                  | Roeselare         | Hendrik Consciencestraat 10  | 50° 56′ 52″ nord, 3° 07′ 32″ est | 23876               | Téléverser                                                         |
| (nl) Huis Wyckhuyse, woonhuis 1873-1874                                                     | Oui                   |                                  | Roeselare         | Hendrik Consciencestraat 40  | 50° 56′ 54″ nord, 3° 07′ 39″ est | 23877               | Téléverser                                                         |
| (nl) Herenhuis 1876, neoclassicisme                                                         | Oui                   |                                  | Roeselare         | Hendrik Consciencestraat 46  | 50° 56′ 54″ nord, 3° 07′ 40″ est | 23878               | Téléverser                                                         |
| (nl) Hotel-restaurant Steen, hoekhuis                                                       |                       |                                  | Roeselare         | Hendrik Consciencestraat 53  | 50° 56′ 56″ nord, 3° 07′ 41″ est | 23879               | Téléverser                                                         |
| (nl) Volkshuis De Voorzorg, eclectische stijl 1895                                          |                       |                                  | Roeselare         | Hendrik Consciencestraat 60  | 50° 56′ 55″ nord, 3° 07′ 43″ est | 23880               | Téléverser                                                         |
| (nl) Herenhuis neoclassicisme 1880                                                          |                       |                                  | Roeselare         | Hendrik Consciencestraat 59  | 50° 56′ 57″ nord, 3° 07′ 42″ est | 23881               | Téléverser                                                         |
| (nl) Enkelhuis                                                                              |                       |                                  | Roeselare         | Hendrik Consciencestraat 65  | 50° 56′ 57″ nord, 3° 07′ 43″ est | 23882               | Téléverser                                                         |
| (nl) Herberg In Gambrinus naar ontwerp van A. Van Coillie                                   |                       |                                  | Roeselare         | Hendrik Consciencestraat 71  | 50° 56′ 57″ nord, 3° 07′ 44″ est | 23883               | Téléverser                                                         |
| (nl) Herberg In Gambrinus naar ontwerp van A. Van Coillie                                   |                       |                                  | Roeselare         | Hendrik Consciencestraat 73  | 50° 56′ 57″ nord, 3° 07′ 44″ est | 23883               | Téléverser                                                         |
| (nl) Neogotisch rijhuis                                                                     |                       |                                  | Roeselare         | Stationsplein 29             | 50° 56′ 58″ nord, 3° 07′ 45″ est | 23884               | Téléverser                                                         |
| (nl) Poortgebouw, magazijnencomplex naar ontwerp van E. Apers 1924                          | Oui                   |                                  | Roeselare         | Henri Horriestraat 3         | 50° 56′ 47″ nord, 3° 07′ 32″ est | 23886               | Téléverser                                                         |
| (nl) Enkelhuis 1924 naar ontwerp van E. Apers                                               |                       |                                  | Roeselare         | Henri Horriestraat 10        | 50° 56′ 48″ nord, 3° 07′ 32″ est | 23887               | Téléverser                                                         |
| (nl) Dubbelhuis 1912                                                                        |                       |                                  | Roeselare         | Henri Horriestraat 13        | 50° 56′ 49″ nord, 3° 07′ 30″ est | 23888               | Téléverser                                                         |
| (nl) Dubbelhuis 1922                                                                        |                       |                                  | Roeselare         | Henri Horriestraat 22        | 50° 56′ 49″ nord, 3° 07′ 32″ est | 23890               | Téléverser                                                         |
| (nl) Dubbelhuis 1922                                                                        |                       |                                  | Roeselare         | Henri Horriestraat 24        | 50° 56′ 49″ nord, 3° 07′ 32″ est | 23890               | Téléverser                                                         |
| (nl) Enkelhuis naar ontwerp van J. Van Peteghem                                             |                       |                                  | Roeselare         | Henri Horriestraat 26        | 50° 56′ 49″ nord, 3° 07′ 31″ est | 23891               | Téléverser                                                         |
| (nl) Dubbelhuis                                                                             |                       |                                  | Roeselare         | Henri Horriestraat 30        | 50° 56′ 50″ nord, 3° 07′ 31″ est | 23892               | Téléverser                                                         |
| (nl) Enkelhuizen 1921 naar ontwerp van R. Doom en C. Vermeersch                             |                       |                                  | Roeselare         | Henri Horriestraat 37        | 50° 56′ 52″ nord, 3° 07′ 25″ est | 23893               | Téléverser                                                         |
| (nl) Enkelhuizen 1921 naar ontwerp van R. Doom en C. Vermeersch                             |                       |                                  | Roeselare         | Henri Horriestraat 39        | 50° 56′ 52″ nord, 3° 07′ 25″ est | 23893               | Téléverser                                                         |
| (nl) Eclectisch enkelhuis 1911                                                              |                       |                                  | Roeselare         | Henri Horriestraat 41        | 50° 56′ 53″ nord, 3° 07′ 26″ est | 23894               | Téléverser                                                         |
| (nl) Enkelhuis                                                                              |                       |                                  | Roeselare         | Henri Horriestraat 43        | 50° 56′ 53″ nord, 3° 07′ 25″ est | 23895               | Téléverser                                                         |
| (nl) Neogotisch breedhuis                                                                   |                       |                                  | Roeselare         | Henri Horriestraat 44        | 50° 56′ 53″ nord, 3° 07′ 28″ est | 23896               | Téléverser                                                         |
| (nl) Eclectische burgerwoning 1921 naar ontwerp van Doom & Verhelle                         |                       |                                  | Roeselare         | Henri Horriestraat 45        | 50° 56′ 53″ nord, 3° 07′ 25″ est | 23897               | Téléverser                                                         |
| (nl) Eclectische burgerwoning 1921 naar ontwerp van Doom & Verhelle                         |                       |                                  | Roeselare         | Henri Horriestraat 47        | 50° 56′ 53″ nord, 3° 07′ 25″ est | 23897               | Téléverser                                                         |
| (nl) Eclectische burgerwoning 1921 naar ontwerp van Doom & Verhelle                         |                       |                                  | Roeselare         | Henri Horriestraat 49        | 50° 56′ 53″ nord, 3° 07′ 25″ est | 23897               | Téléverser                                                         |
| (nl) Bakstenen enkelhuis 1989                                                               |                       |                                  | Roeselare         | Henri Horriestraat 50        | 50° 56′ 54″ nord, 3° 07′ 27″ est | 23898               | Téléverser                                                         |
| (nl) Hoekpand met woning en notariskantoor                                                  | Oui                   |                                  | Roeselare         | Henri Horriestraat 51        | 50° 56′ 54″ nord, 3° 07′ 25″ est | 23899               | Téléverser                                                         |
| (nl) Twaalf huizen                                                                          |                       |                                  | Roeselare         | Heropbouwstraat 10           | 50° 56′ 05″ nord, 3° 07′ 57″ est | 23900               | Téléverser                                                         |
| (nl) Twaalf huizen                                                                          |                       |                                  | Roeselare         | Heropbouwstraat 11           | 50° 56′ 05″ nord, 3° 07′ 57″ est | 23900               | Téléverser                                                         |
| (nl) Twaalf huizen                                                                          |                       |                                  | Roeselare         | Heropbouwstraat 12           | 50° 56′ 05″ nord, 3° 07′ 57″ est | 23900               | Téléverser                                                         |
| (nl) Twaalf huizen                                                                          |                       |                                  | Roeselare         | Heropbouwstraat 13           | 50° 56′ 05″ nord, 3° 07′ 57″ est | 23900               | Téléverser                                                         |
| (nl) Twaalf huizen                                                                          |                       |                                  | Roeselare         | Heropbouwstraat 14           | 50° 56′ 05″ nord, 3° 07′ 57″ est | 23900               | Téléverser                                                         |
| (nl) Twaalf huizen                                                                          |                       |                                  | Roeselare         | Heropbouwstraat 15           | 50° 56′ 05″ nord, 3° 07′ 57″ est | 23900               | Téléverser                                                         |
| (nl) Twaalf huizen                                                                          |                       |                                  | Roeselare         | Heropbouwstraat 16           | 50° 56′ 05″ nord, 3° 07′ 57″ est | 23900               | Téléverser                                                         |
| (nl) Twaalf huizen                                                                          |                       |                                  | Roeselare         | Heropbouwstraat 17           | 50° 56′ 05″ nord, 3° 07′ 57″ est | 23900               | Téléverser                                                         |
| (nl) Twaalf huizen                                                                          |                       |                                  | Roeselare         | Heropbouwstraat 18           | 50° 56′ 05″ nord, 3° 07′ 57″ est | 23900               | Téléverser                                                         |
| (nl) Twaalf huizen                                                                          |                       |                                  | Roeselare         | Heropbouwstraat 19           | 50° 56′ 05″ nord, 3° 07′ 57″ est | 23900               | Téléverser                                                         |
| (nl) Twaalf huizen                                                                          |                       |                                  | Roeselare         | Heropbouwstraat 20           | 50° 56′ 05″ nord, 3° 07′ 57″ est | 23900               | Téléverser                                                         |
| (nl) Twaalf huizen                                                                          |                       |                                  | Roeselare         | Heropbouwstraat 21           | 50° 56′ 05″ nord, 3° 07′ 57″ est | 23900               | Téléverser                                                         |
| (nl) Twaalf huizen                                                                          |                       |                                  | Roeselare         | Heropbouwstraat 22           | 50° 56′ 05″ nord, 3° 07′ 57″ est | 23900               | Téléverser                                                         |
| (nl) Twaalf huizen                                                                          |                       |                                  | Roeselare         | Heropbouwstraat 23           | 50° 56′ 05″ nord, 3° 07′ 57″ est | 23900               | Téléverser                                                         |
| (nl) Twaalf huizen                                                                          |                       |                                  | Roeselare         | Heropbouwstraat 24           | 50° 56′ 05″ nord, 3° 07′ 57″ est | 23900               | Téléverser                                                         |
| (nl) Twaalf huizen                                                                          |                       |                                  | Roeselare         | Heropbouwstraat 25           | 50° 56′ 05″ nord, 3° 07′ 57″ est | 23900               | Téléverser                                                         |
| (nl) Twaalf huizen                                                                          |                       |                                  | Roeselare         | Heropbouwstraat 26           | 50° 56′ 05″ nord, 3° 07′ 57″ est | 23900               | Téléverser                                                         |
| (nl) Twaalf huizen                                                                          |                       |                                  | Roeselare         | Heropbouwstraat 28           | 50° 56′ 05″ nord, 3° 07′ 57″ est | 23900               | Téléverser                                                         |
| (nl) Twaalf huizen                                                                          |                       |                                  | Roeselare         | Heropbouwstraat 3            | 50° 56′ 05″ nord, 3° 07′ 57″ est | 23900               | Téléverser                                                         |
| (nl) Twaalf huizen                                                                          |                       |                                  | Roeselare         | Heropbouwstraat 5            | 50° 56′ 05″ nord, 3° 07′ 57″ est | 23900               | Téléverser                                                         |
| (nl) Twaalf huizen                                                                          |                       |                                  | Roeselare         | Heropbouwstraat 7            | 50° 56′ 05″ nord, 3° 07′ 57″ est | 23900               | Téléverser                                                         |
| (nl) Twaalf huizen                                                                          |                       |                                  | Roeselare         | Heropbouwstraat 8            | 50° 56′ 05″ nord, 3° 07′ 57″ est | 23900               | Téléverser                                                         |
| (nl) Twaalf huizen                                                                          |                       |                                  | Roeselare         | Heropbouwstraat 9            | 50° 56′ 05″ nord, 3° 07′ 57″ est | 23900               | Téléverser                                                         |
| (nl) Twee woonhuizen                                                                        |                       |                                  | Roeselare         | Hof van 't Henneken 23       | 50° 56′ 26″ nord, 3° 07′ 30″ est | 23902               | Téléverser                                                         |
| (nl) Twee woonhuizen                                                                        |                       |                                  | Roeselare         | Hof van 't Henneken 25       | 50° 56′ 26″ nord, 3° 07′ 30″ est | 23902               | Téléverser                                                         |
| (nl) Twee woonhuizen                                                                        |                       |                                  | Roeselare         | Hof van 't Henneken 27       | 50° 56′ 26″ nord, 3° 07′ 30″ est | 23902               | Téléverser                                                         |
| (nl) Twee woonhuizen                                                                        |                       |                                  | Roeselare         | Hof van 't Henneken 29       | 50° 56′ 26″ nord, 3° 07′ 30″ est | 23902               | Téléverser                                                         |
| (nl) Woningen, bakkerij naar ontwerp van E. Apers                                           |                       |                                  | Roeselare         | Hof van 't Henneken 54       | 50° 56′ 24″ nord, 3° 07′ 28″ est | 23903               | Téléverser                                                         |
| (nl) Woningen, bakkerij naar ontwerp van E. Apers                                           |                       |                                  | Roeselare         | Hof van 't Henneken 56       | 50° 56′ 24″ nord, 3° 07′ 28″ est | 23903               | Téléverser                                                         |
| (nl) Woningen, bakkerij naar ontwerp van E. Apers                                           |                       |                                  | Roeselare         | Hof van 't Henneken 58       | 50° 56′ 24″ nord, 3° 07′ 28″ est | 23903               | Téléverser                                                         |
| (nl) Hoekpand, herberg 1938 naar ontwerp van J. Vandamme                                    |                       |                                  | Roeselare         | Hof van 't Henneken 111      | 50° 56′ 19″ nord, 3° 07′ 30″ est | 23904               | Téléverser                                                         |
| (nl) Parochiekerk Sint-Godelieve                                                            |                       |                                  | Roeselare         | Honzebroekstraat 32          | 50° 57′ 35″ nord, 3° 06′ 59″ est | 23905               | Téléverser                                                         |
| (nl) Mariakapelletje Onze-Lieve-Vrouw Hulp der Kristenen                                    |                       |                                  | Roeselare         | Gitsestraat                  | 50° 57′ 33″ nord, 3° 07′ 02″ est | 23906               | Téléverser                                                         |
| (nl) Calvarie                                                                               |                       |                                  | Roeselare         | Hoogleedsesteenweg           | 50° 57′ 12″ nord, 3° 06′ 58″ est | 23907               | Téléverser                                                         |
| (nl) Gedenksteen                                                                            |                       |                                  | Roeselare         | Hoogleedsesteenweg           | 50° 57′ 47″ nord, 3° 05′ 50″ est | 23908               | Téléverser                                                         |
| (nl) Breedhuis 1933 naar ontwerp van E. Apers                                               |                       |                                  | Roeselare         | Hoogleedsesteenweg 163       | 50° 57′ 14″ nord, 3° 06′ 53″ est | 23909               | Téléverser                                                         |
| (nl) Villa cottage stijl 1931 naar ontwerp van A. Van Coillie                               |                       |                                  | Roeselare         | Hoogleedsesteenweg 211       | 50° 57′ 18″ nord, 3° 06′ 44″ est | 23910               | Téléverser                                                         |
| (nl) Hoeve                                                                                  |                       |                                  | Roeselare         | Hoogleedsesteenweg 286       | 50° 57′ 28″ nord, 3° 06′ 27″ est | 23911               | Téléverser                                                         |
| (nl) Woning                                                                                 |                       |                                  | Roeselare         | Hoogleedsesteenweg 406       | 50° 57′ 41″ nord, 3° 06′ 03″ est | 23912               | Téléverser                                                         |
| (nl) Architectuurbureau                                                                     |                       |                                  | Roeselare         | Hoogleedsesteenweg 415       | 50° 57′ 36″ nord, 3° 06′ 07″ est | 23913               | Téléverser                                                         |
| (nl) Beulhof, hoeve                                                                         |                       |                                  | Roeselare         | Hoogleedsesteenweg 449       | 50° 57′ 39″ nord, 3° 05′ 48″ est | 23914               | Téléverser                                                         |
| (nl) Eclectisch woonhuis naar ontwerp van Ch. Van Moerbeke 1910                             |                       |                                  | Roeselare         | Hugo Verrieststraat 5        | 50° 56′ 57″ nord, 3° 07′ 29″ est | 23915               | Téléverser                                                         |
| (nl) Eclectisch woonhuis naar ontwerp van Ch. Van Moerbeke 1910                             |                       |                                  | Roeselare         | Hugo Verrieststraat 7        | 50° 56′ 57″ nord, 3° 07′ 29″ est | 23915               | Téléverser                                                         |
| (nl) Woonhuis en ijzermagazijn naar ontwerp van A. Callebert 1911                           |                       |                                  | Roeselare         | Hugo Verrieststraat 11       | 50° 56′ 58″ nord, 3° 07′ 29″ est | 23916               | Téléverser                                                         |
| (nl) Woonhuis en ijzermagazijn naar ontwerp van A. Callebert 1911                           |                       |                                  | Roeselare         | Hugo Verrieststraat 13       | 50° 56′ 58″ nord, 3° 07′ 29″ est | 23916               | Téléverser                                                         |
| (nl) Woonhuis en ijzermagazijn naar ontwerp van A. Callebert 1911                           |                       |                                  | Roeselare         | Hugo Verrieststraat 9        | 50° 56′ 58″ nord, 3° 07′ 29″ est | 23916               | Téléverser                                                         |
| (nl) Eclectisch enkelhuis naar ontwerp van A. Callebert 1903                                | Oui                   |                                  | Roeselare         | Hugo Verrieststraat 26       | 50° 57′ 02″ nord, 3° 07′ 28″ est | 23917               | Téléverser                                                         |
| (nl) Dubbelhuis 1905                                                                        |                       |                                  | Roeselare         | Hugo Verrieststraat 36       | 50° 57′ 02″ nord, 3° 07′ 28″ est | 23918               | Téléverser                                                         |
| (nl) Art-deco-enkelhuis naar ontwerp van E. Apers                                           |                       |                                  | Roeselare         | Hugo Verrieststraat 39       | 50° 57′ 00″ nord, 3° 07′ 27″ est | 23919               | Téléverser                                                         |
| (nl) Enkelhuizen O.S.B.-1919, diephuizen                                                    |                       |                                  | Roeselare         | Hugo Verrieststraat 52       | 50° 57′ 04″ nord, 3° 07′ 26″ est | 23920               | Téléverser                                                         |
| (nl) Enkelhuizen O.S.B.-1919, diephuizen                                                    |                       |                                  | Roeselare         | Hugo Verrieststraat 54       | 50° 57′ 04″ nord, 3° 07′ 26″ est | 23920               | Téléverser                                                         |
| (nl) Enkelhuis neo-Lodewijk XVI-stijl naar ontwerp van A. Coillie                           |                       |                                  | Roeselare         | Hugo Verrieststraat 78       | 50° 57′ 06″ nord, 3° 07′ 23″ est | 23921               | Téléverser                                                         |
| (nl) Enkelhuis                                                                              |                       |                                  | Roeselare         | Hugo Verrieststraat 91       | 50° 57′ 04″ nord, 3° 07′ 22″ est | 23922               | Téléverser                                                         |
| (nl) Brouwerij De Toekomst, nu wijnhandel                                                   |                       |                                  | Roeselare         | Hugo Verrieststraat 100      | 50° 57′ 07″ nord, 3° 07′ 21″ est | 23923               | Téléverser                                                         |
| (nl) Brouwerij De Toekomst, nu wijnhandel                                                   |                       |                                  | Roeselare         | Hugo Verrieststraat 92       | 50° 57′ 07″ nord, 3° 07′ 21″ est | 23923               | Téléverser                                                         |
| (nl) Brouwerij De Toekomst, nu wijnhandel                                                   |                       |                                  | Roeselare         | Hugo Verrieststraat 96       | 50° 57′ 07″ nord, 3° 07′ 21″ est | 23923               | Téléverser                                                         |
| (nl) Enkelhuis                                                                              |                       |                                  | Roeselare         | Hugo Verrieststraat 113      | 50° 57′ 05″ nord, 3° 07′ 20″ est | 23924               | Téléverser                                                         |
| (nl) Dubbelhuis                                                                             |                       |                                  | Roeselare         | Iepersestraat 11             | 50° 56′ 32″ nord, 3° 07′ 26″ est | 23925               | Téléverser                                                         |
| (nl) Dubbelhuis                                                                             |                       |                                  | Roeselare         | Iepersestraat 9              | 50° 56′ 32″ nord, 3° 07′ 26″ est | 23925               | Téléverser                                                         |
| (nl) Enkelhuis                                                                              |                       |                                  | Roeselare         | Iepersestraat 15             | 50° 56′ 32″ nord, 3° 07′ 25″ est | 23926               | Téléverser                                                         |
| (nl) Hoekpand wederopbouwstijl                                                              |                       |                                  | Roeselare         | Iepersestraat 22             | 50° 56′ 34″ nord, 3° 07′ 24″ est | 23927               | Téléverser                                                         |
| (nl) Woon-winkelhuis                                                                        |                       |                                  | Roeselare         | Iepersestraat 27             | 50° 56′ 32″ nord, 3° 07′ 23″ est | 23928               | Téléverser                                                         |
| (nl) Hoekcafe 't Hof van Brabant                                                            |                       |                                  | Roeselare         | Iepersestraat 33             | 50° 56′ 32″ nord, 3° 07′ 22″ est | 23929               | Téléverser                                                         |
| (nl) Hoekcomplex woon-/winkelhuis                                                           |                       |                                  | Roeselare         | Iepersestraat 54             | 50° 56′ 32″ nord, 3° 07′ 17″ est | 23930               | Téléverser                                                         |
| (nl) Hoekcomplex woon-/winkelhuis                                                           |                       |                                  | Roeselare         | Iepersestraat 56             | 50° 56′ 32″ nord, 3° 07′ 17″ est | 23930               | Téléverser                                                         |
| (nl) Enkelhuis                                                                              |                       |                                  | Roeselare         | Iepersestraat 61             | 50° 56′ 31″ nord, 3° 07′ 17″ est | 23931               | Téléverser                                                         |
| (nl) Neogotisch dubbelhuis                                                                  |                       |                                  | Roeselare         | Iepersestraat 62             | 50° 56′ 32″ nord, 3° 07′ 16″ est | 23932               | Téléverser                                                         |
| (nl) Burgerwoning XX                                                                        |                       |                                  | Roeselare         | Iepersestraat 108            | 50° 56′ 30″ nord, 3° 07′ 09″ est | 23933               | Téléverser                                                         |
| (nl) Burgerwoning XX                                                                        |                       |                                  | Roeselare         | Iepersestraat 110            | 50° 56′ 30″ nord, 3° 07′ 09″ est | 23933               | Téléverser                                                         |
| (nl) Hoekwoning naar ontwerp van E. Apers 1920                                              |                       |                                  | Roeselare         | Iepersestraat 122            | 50° 56′ 29″ nord, 3° 07′ 07″ est | 23934               | Téléverser                                                         |
| (nl) Zes woonhuizen 1935 naar ontwerp van P. Van Moerkerke                                  |                       |                                  | Roeselare         | Iepersestraat 154            | 50° 56′ 27″ nord, 3° 07′ 03″ est | 23935               | Téléverser                                                         |
| (nl) Zes woonhuizen 1935 naar ontwerp van P. Van Moerkerke                                  |                       |                                  | Roeselare         | Iepersestraat 156            | 50° 56′ 27″ nord, 3° 07′ 03″ est | 23935               | Téléverser                                                         |
| (nl) Zes woonhuizen 1935 naar ontwerp van P. Van Moerkerke                                  |                       |                                  | Roeselare         | Iepersestraat 158            | 50° 56′ 27″ nord, 3° 07′ 03″ est | 23935               | Téléverser                                                         |
| (nl) Zes woonhuizen 1935 naar ontwerp van P. Van Moerkerke                                  |                       |                                  | Roeselare         | Iepersestraat 160            | 50° 56′ 27″ nord, 3° 07′ 03″ est | 23935               | Téléverser                                                         |
| (nl) Zes woonhuizen 1935 naar ontwerp van P. Van Moerkerke                                  |                       |                                  | Roeselare         | Iepersestraat 162            | 50° 56′ 27″ nord, 3° 07′ 03″ est | 23935               | Téléverser                                                         |
| (nl) Zes woonhuizen 1935 naar ontwerp van P. Van Moerkerke                                  |                       |                                  | Roeselare         | Iepersestraat 164            | 50° 56′ 27″ nord, 3° 07′ 03″ est | 23935               | Téléverser                                                         |
| (nl) Woning naar ontwerp van A. Van Coillie 1937                                            |                       |                                  | Roeselare         | Iepersestraat 183            | 50° 56′ 22″ nord, 3° 06′ 54″ est | 23936               | Téléverser                                                         |
| (nl) Hoekpand, oorspronkelijk Spijshuis 't Rustoord                                         |                       |                                  | Roeselare         | Iepersestraat 203            | 50° 56′ 21″ nord, 3° 06′ 52″ est | 23937               | Téléverser                                                         |
| (nl) Hoekpand, oorspronkelijk Spijshuis 't Rustoord                                         |                       |                                  | Roeselare         | Iepersestraat 205            | 50° 56′ 21″ nord, 3° 06′ 52″ est | 23937               | Téléverser                                                         |
| (nl) Hoeve, nu Onze Jeugd aangepast onderwijs                                               |                       |                                  | Roeselare         | Iepersestraat 245            | 50° 56′ 14″ nord, 3° 06′ 45″ est | 23938               | Téléverser                                                         |
| (nl) Woonhuizen Johanna en Johan                                                            |                       |                                  | Roeselare         | Iepersestraat 253            | 50° 56′ 17″ nord, 3° 06′ 44″ est | 23939               | Téléverser                                                         |
| (nl) Woonhuizen Johanna en Johan                                                            |                       |                                  | Roeselare         | Iepersestraat 255            | 50° 56′ 17″ nord, 3° 06′ 44″ est | 23939               | Téléverser                                                         |
| (nl) Wegkapel 1894 Onze-Liev-Vrouw van Lourdes                                              |                       |                                  | Roeselare         | Iepersestraat                | 50° 56′ 03″ nord, 3° 06′ 10″ est | 23940               | Téléverser                                                         |
| (nl) Parochiaal centrum met kapel en kleuterschool                                          |                       |                                  | Roeselare         | Iepersestraat 588            | 50° 55′ 52″ nord, 3° 05′ 36″ est | 23941               | Téléverser                                                         |
| (nl) Parochiaal centrum met kapel en kleuterschool                                          |                       |                                  | Roeselare         | Iepersestraat 588A           | 50° 55′ 52″ nord, 3° 05′ 36″ est | 23941               | Téléverser                                                         |
| (nl) Hoeve                                                                                  |                       |                                  | Roeselare         | Izegemseaardeweg 283         | 50° 57′ 15″ nord, 3° 09′ 55″ est | 23942               | Téléverser                                                         |
| (nl) Neogotisch veldkapelletje Heilig Hart                                                  |                       |                                  | Roeselare         | Izegemseaardeweg             | 50° 57′ 17″ nord, 3° 09′ 47″ est | 23943               | Téléverser                                                         |
| (nl) Dubbelhuis naar ontwerp van C. Vanneste 1936                                           |                       |                                  | Roeselare         | Jan Mahieustraat 11          | 50° 56′ 50″ nord, 3° 07′ 36″ est | 23944               | Téléverser                                                         |
| (nl) Dubbelhuis naar ontwerp van C. Vanneste 1936                                           |                       |                                  | Roeselare         | Jan Mahieustraat 9           | 50° 56′ 50″ nord, 3° 07′ 36″ est | 23944               | Téléverser                                                         |
| (nl) Enkelhuizen                                                                            |                       |                                  | Roeselare         | Jan Mahieustraat 13          | 50° 56′ 51″ nord, 3° 07′ 35″ est | 23945               | Téléverser                                                         |
| (nl) Enkelhuizen                                                                            |                       |                                  | Roeselare         | Jan Mahieustraat 15          | 50° 56′ 51″ nord, 3° 07′ 35″ est | 23945               | Téléverser                                                         |
| (nl) Enkelhuizen                                                                            |                       |                                  | Roeselare         | Jan Mahieustraat 17          | 50° 56′ 51″ nord, 3° 07′ 35″ est | 23945               | Téléverser                                                         |
| (nl) Protestantse kerk de Geuzentempel                                                      |                       |                                  | Roeselare         | Jan Mahieustraat 21          | 50° 56′ 51″ nord, 3° 07′ 35″ est | 23946               | (nl) Protestantse kerk de Geuzentempel                             |
| (nl) Neoclassicistisch breedhuis                                                            |                       |                                  | Roeselare         | Jan Mahieustraat 25          | 50° 56′ 52″ nord, 3° 07′ 34″ est | 23947               | Téléverser                                                         |
| (nl) Eclectisch breedhuis                                                                   |                       |                                  | Roeselare         | Jan Mahieustraat 29          | 50° 56′ 52″ nord, 3° 07′ 35″ est | 23948               | Téléverser                                                         |
| (nl) Neoclassicistisch gebouwencomplex, huizen                                              |                       |                                  | Roeselare         | Jan Mahieustraat 30          | 50° 56′ 52″ nord, 3° 07′ 37″ est | 23949               | Téléverser                                                         |
| (nl) Neoclassicistisch gebouwencomplex, huizen                                              |                       |                                  | Roeselare         | Jan Mahieustraat 32          | 50° 56′ 52″ nord, 3° 07′ 37″ est | 23949               | Téléverser                                                         |
| (nl) Dubbelhuis eclectische stijl                                                           |                       |                                  | Roeselare         | Jan Mahieustraat 49          | 50° 56′ 55″ nord, 3° 07′ 32″ est | 23950               | Téléverser                                                         |
| (nl) Rijhuizen in eenheidsbebouwing                                                         |                       |                                  | Roeselare         | Jozef De Meesterstraat 13    | 50° 56′ 20″ nord, 3° 07′ 26″ est | 23951               | Téléverser                                                         |
| (nl) Rijhuizen in eenheidsbebouwing                                                         |                       |                                  | Roeselare         | Jozef De Meesterstraat 15    | 50° 56′ 20″ nord, 3° 07′ 26″ est | 23951               | Téléverser                                                         |
| (nl) Rijhuizen in eenheidsbebouwing                                                         |                       |                                  | Roeselare         | Jozef De Meesterstraat 17    | 50° 56′ 20″ nord, 3° 07′ 26″ est | 23951               | Téléverser                                                         |
| (nl) Rijhuizen in eenheidsbebouwing                                                         |                       |                                  | Roeselare         | Jozef De Meesterstraat 19    | 50° 56′ 20″ nord, 3° 07′ 26″ est | 23951               | Téléverser                                                         |
| (nl) Rijhuizen in eenheidsbebouwing                                                         |                       |                                  | Roeselare         | Jozef De Meesterstraat 7     | 50° 56′ 20″ nord, 3° 07′ 26″ est | 23951               | Téléverser                                                         |
| (nl) Rijhuizen in eenheidsbebouwing                                                         |                       |                                  | Roeselare         | Jozef De Meesterstraat 9     | 50° 56′ 20″ nord, 3° 07′ 26″ est | 23951               | Téléverser                                                         |
| (nl) Rijhuizen met winkel naar ontwerp van A. Van Coillie 1927                              |                       |                                  | Roeselare         | Jozef De Meesterstraat 23    | 50° 56′ 20″ nord, 3° 07′ 25″ est | 23952               | Téléverser                                                         |
| (nl) Rijhuizen met winkel naar ontwerp van A. Van Coillie 1927                              |                       |                                  | Roeselare         | Jozef De Meesterstraat 25    | 50° 56′ 20″ nord, 3° 07′ 25″ est | 23952               | Téléverser                                                         |
| (nl) Rijhuizen met winkel naar ontwerp van A. Van Coillie 1927                              |                       |                                  | Roeselare         | Jozef De Meesterstraat 27    | 50° 56′ 20″ nord, 3° 07′ 25″ est | 23952               | Téléverser                                                         |
| (nl) Rijhuizen met winkel naar ontwerp van A. Van Coillie 1927                              |                       |                                  | Roeselare         | Jozef De Meesterstraat 31    | 50° 56′ 20″ nord, 3° 07′ 25″ est | 23952               | Téléverser                                                         |
| (nl) Rijhuizen met winkel naar ontwerp van A. Van Coillie 1927                              |                       |                                  | Roeselare         | Jozef De Meesterstraat 33    | 50° 56′ 20″ nord, 3° 07′ 25″ est | 23952               | Téléverser                                                         |
| (nl) Rijhuizen met winkel naar ontwerp van A. Van Coillie 1927                              |                       |                                  | Roeselare         | Jozef De Meesterstraat 35    | 50° 56′ 20″ nord, 3° 07′ 25″ est | 23952               | Téléverser                                                         |
| (nl) Diephuizen 1931 en MON IDEE                                                            |                       |                                  | Roeselare         | Jules Lagaelaan 3            | 50° 56′ 46″ nord, 3° 07′ 56″ est | 23953               | Téléverser                                                         |
| (nl) Diephuizen 1931 en MON IDEE                                                            |                       |                                  | Roeselare         | Jules Lagaelaan 4            | 50° 56′ 46″ nord, 3° 07′ 56″ est | 23953               | Téléverser                                                         |
| (nl) Diephuizen 1931 en MON IDEE                                                            |                       |                                  | Roeselare         | Jules Lagaelaan 5            | 50° 56′ 46″ nord, 3° 07′ 56″ est | 23953               | Téléverser                                                         |
| (nl) Villa Marie 1932 naar ontwerp van J. Van Peteghem                                      |                       |                                  | Roeselare         | Jules Lagaelaan 6            | 50° 56′ 46″ nord, 3° 07′ 56″ est | 23954               | Téléverser                                                         |
| (nl) Hoekwoning 1938 naar ontwerp van J. Van Peteghem                                       |                       |                                  | Roeselare         | Spanjestraat 2               | 50° 56′ 49″ nord, 3° 07′ 55″ est | 23955               | Téléverser                                                         |
| (nl) Hoekpand, kantoorgebouw                                                                |                       |                                  | Roeselare         | Jules Lagaelaan 14           | 50° 56′ 50″ nord, 3° 07′ 55″ est | 23956               | Téléverser                                                         |
| (nl) Dubbelhuis 1926 naar ontwerp van A. De Pauw                                            |                       |                                  | Roeselare         | Jules Lagaelaan 15           | 50° 56′ 52″ nord, 3° 07′ 55″ est | 23957               | Téléverser                                                         |
| (nl) Dubbelhuis 1936                                                                        |                       |                                  | Roeselare         | Jules Lagaelaan 23           | 50° 56′ 54″ nord, 3° 07′ 53″ est | 23958               | Téléverser                                                         |
| (nl) Hoekpand 1949 naar ontwerp van E. Apers                                                |                       |                                  | Roeselare         | Jules Lagaelaan 22           | 50° 56′ 53″ nord, 3° 07′ 53″ est | 23959               | Téléverser                                                         |
| (nl) Hoeve 1901, huis en stallen                                                            |                       |                                  | Roeselare         | Karabiniersstraat 88         | 50° 55′ 18″ nord, 3° 06′ 26″ est | 23960               | Téléverser                                                         |
| (nl) Rijwoningen                                                                            |                       |                                  | Roeselare         | Karnemelkstraat 11           | 50° 56′ 42″ nord, 3° 07′ 19″ est | 23961               | Téléverser                                                         |
| (nl) Rijwoningen                                                                            |                       |                                  | Roeselare         | Karnemelkstraat 9            | 50° 56′ 42″ nord, 3° 07′ 19″ est | 23961               | Téléverser                                                         |
| (nl) Eenheidsbebouwing woonhuizen 1924                                                      |                       |                                  | Roeselare         | Karnemelkstraat 24           | 50° 56′ 43″ nord, 3° 07′ 18″ est | 23962               | Téléverser                                                         |
| (nl) Eenheidsbebouwing woonhuizen 1924                                                      |                       |                                  | Roeselare         | Karnemelkstraat 26           | 50° 56′ 43″ nord, 3° 07′ 18″ est | 23962               | Téléverser                                                         |
| (nl) Eenheidsbebouwing woonhuizen 1924                                                      |                       |                                  | Roeselare         | Karnemelkstraat 28           | 50° 56′ 43″ nord, 3° 07′ 18″ est | 23962               | Téléverser                                                         |
| (nl) Mariakapel ONZE-LIEVE-VROUW VAN DEN VREDE,AANHOORD ONZE BEDE                           |                       |                                  | Roeselare         | Kermisstraat                 | 50° 56′ 32″ nord, 3° 07′ 06″ est | 23963               | Téléverser                                                         |
| (nl) Breedhuis                                                                              |                       |                                  | Roeselare         | Kermisstraat 23              | 50° 56′ 34″ nord, 3° 07′ 12″ est | 23964               | Téléverser                                                         |
| (nl) XIX-hoeve 1862                                                                         |                       |                                  | Roeselare         | Kleine Kachtemsestraat 8     | 50° 56′ 45″ nord, 3° 10′ 23″ est | 23965               | Téléverser                                                         |
| (nl) Boerenarbeidershuis XIX, stal, bakhuis, pomp                                           |                       |                                  | Roeselare         | Kleine Kachtemsestraat 14    | 50° 57′ 00″ nord, 3° 10′ 12″ est | 23966               | Téléverser                                                         |
| (nl) Parochiekerk Heilig Hart                                                               |                       |                                  | Roeselare         | Hippoliet Spilleboutdreef 13 | 50° 56′ 15″ nord, 3° 07′ 21″ est | 23967               | (nl) Parochiekerk Heilig Hart                                      |
| (nl) Kapelletje                                                                             |                       |                                  | Roeselare         | Kleine Moorsleedsestraat     | 50° 55′ 49″ nord, 3° 04′ 30″ est | 23968               | Téléverser                                                         |
| (nl) Herberg, huis                                                                          |                       |                                  | Roeselare         | Kleine Weg 380               | 50° 55′ 19″ nord, 3° 06′ 22″ est | 23969               | Téléverser                                                         |
| (nl) Herberg, gebouw, 1927 + aanbouwen                                                      |                       |                                  | Roeselare         | Hazegoedweg 27               | 50° 55′ 17″ nord, 3° 06′ 22″ est | 23970               | Téléverser                                                         |
| (nl) Boerenarbeidershuis met werkwinkel 1923                                                |                       |                                  | Roeselare         | Hazegoedweg 38               | 50° 55′ 15″ nord, 3° 06′ 09″ est | 23971               | Téléverser                                                         |
| (nl) Hoeve 1922 naar ontwerp van A. Vercaigne                                               |                       |                                  | Roeselare         | Kleine Zilverbergstraat 11   | 50° 55′ 10″ nord, 3° 06′ 01″ est | 23972               | Téléverser                                                         |
| (nl) Wederopbouwhoeven met woonhuis en schuur                                               |                       |                                  | Roeselare         | Kleine Zilverbergstraat 25   | 50° 55′ 19″ nord, 3° 05′ 58″ est | 23973               | Téléverser                                                         |
| (nl) Wederopbouwhoeven met woonhuis en schuur                                               |                       |                                  | Roeselare         | Kleine Zilverbergstraat 27   | 50° 55′ 19″ nord, 3° 05′ 58″ est | 23973               | Téléverser                                                         |
| (nl) Breedhuis naar ontwerp van A. Van Coillie, 1932                                        |                       |                                  | Roeselare         | Kokelaarstraat 13            | 50° 56′ 58″ nord, 3° 07′ 20″ est | 23975               | Téléverser                                                         |
| (nl) Art deco woonhuis 1933                                                                 |                       |                                  | Roeselare         | Kokelaarstraat 15            | 50° 56′ 57″ nord, 3° 07′ 22″ est | 23976               | Téléverser                                                         |
| (nl) Magazijn Vandenbroucke                                                                 |                       |                                  | Roeselare         | Kokelaarstraat 35            | 50° 56′ 59″ nord, 3° 07′ 25″ est | 23977               | Téléverser                                                         |
| (nl) Gasfabriek, nu Gaselwest, gebouwen ca. 1910                                            |                       |                                  | Roeselare         | Koning Albert I-laan 6       | 50° 56′ 40″ nord, 3° 07′ 52″ est | 23978               | Téléverser                                                         |
| (nl) Groothandel Elektro-mandel naar ontwerp van A. Callebert                               |                       |                                  | Roeselare         | Koning Albert I-laan 19      | 50° 56′ 38″ nord, 3° 07′ 57″ est | 23979               | Téléverser                                                         |
| (nl) Enkelhuis The Cornflower 1932                                                          |                       |                                  | Roeselare         | Koornstraat 4                | 50° 57′ 01″ nord, 3° 08′ 12″ est | 23980               | Téléverser                                                         |
| (nl) Enkelhuis 1934                                                                         |                       |                                  | Roeselare         | Koornstraat 30               | 50° 56′ 58″ nord, 3° 08′ 12″ est | 23981               | Téléverser                                                         |
| (nl) Woonhuis 1951 naar ontwerp van W. Reuse                                                |                       |                                  | Roeselare         | Koornstraat 122              | 50° 56′ 50″ nord, 3° 08′ 19″ est | 23982               | Téléverser                                                         |
| (nl) Dubbelhuis 1906                                                                        |                       |                                  | Roeselare         | Koornstraat 154              | 50° 56′ 48″ nord, 3° 08′ 22″ est | 23983               | Téléverser                                                         |
| (nl) Enkelhuis naar ontwerp van E. Apers 1932                                               |                       |                                  | Roeselare         | Krekelstraat 50              | 50° 56′ 18″ nord, 3° 07′ 33″ est | 23984               | Téléverser                                                         |
| (nl) Park Rodenbach, chalet en feestzaal                                                    |                       |                                  | Roeselare         | Langebrugstraat 5            | 50° 56′ 38″ nord, 3° 08′ 21″ est | 23985               | Téléverser                                                         |
| (nl) Enkelhuizen naar ontwerp van A. Van Coillie, 1934                                      |                       |                                  | Roeselare         | Langebrugstraat 74           | 50° 56′ 38″ nord, 3° 08′ 17″ est | 23986               | Téléverser                                                         |
| (nl) Enkelhuizen naar ontwerp van A. Van Coillie, 1934                                      |                       |                                  | Roeselare         | Langebrugstraat 76           | 50° 56′ 38″ nord, 3° 08′ 17″ est | 23986               | Téléverser                                                         |
| (nl) Woonhuis art deco 1934                                                                 |                       |                                  | Roeselare         | Leenstraat 15                | 50° 56′ 42″ nord, 3° 07′ 40″ est | 23988               | Téléverser                                                         |
| (nl) Enkelhuizen naar ontwerp van C. Wybo 1933                                              |                       |                                  | Roeselare         | Leenstraat 17                | 50° 56′ 42″ nord, 3° 07′ 41″ est | 23989               | Téléverser                                                         |
| (nl) Enkelhuizen naar ontwerp van C. Wybo 1933                                              |                       |                                  | Roeselare         | Leenstraat 19                | 50° 56′ 42″ nord, 3° 07′ 41″ est | 23989               | Téléverser                                                         |
| (nl) Enkelhuizen naar ontwerp van C. Wybo 1933                                              |                       |                                  | Roeselare         | Leenstraat 21                | 50° 56′ 42″ nord, 3° 07′ 41″ est | 23989               | Téléverser                                                         |
| (nl) Enkelhuis naar ontwerp van J. De Bruycker 1923                                         |                       |                                  | Roeselare         | Leenstraat 25                | 50° 56′ 43″ nord, 3° 07′ 41″ est | 23990               | Téléverser                                                         |
| (nl) Enkelhuis naar ontwerp van G. Delaey                                                   |                       |                                  | Roeselare         | Leenstraat 27                | 50° 56′ 43″ nord, 3° 07′ 41″ est | 23991               | Téléverser                                                         |
| (nl) Vrij Technisch Instituut, gebouwen                                                     |                       |                                  | Roeselare         | Leenstraat 32                | 50° 56′ 38″ nord, 3° 07′ 47″ est | 23992               | Téléverser                                                         |
| (nl) Klooster Zusters van Liefde, Maria's Rustoord                                          |                       |                                  | Roeselare         | Westlaan 123                 | 50° 56′ 16″ nord, 3° 06′ 57″ est | 23993               | Téléverser                                                         |
| (nl) Broederschool Instituut Onze-Lieve-Vrouw van Vreugde                                   |                       |                                  | Roeselare         | Mandellaan 170               | 50° 57′ 08″ nord, 3° 08′ 11″ est | 23995               | Téléverser                                                         |
| (nl) Dubbelhuis                                                                             |                       |                                  | Roeselare         | Mandellaan 337               | 50° 56′ 48″ nord, 3° 08′ 42″ est | 23996               | Téléverser                                                         |
| (nl) Bedrijfsgebouwen                                                                       |                       |                                  | Roeselare         | Mariastraat 18               | 50° 57′ 02″ nord, 3° 07′ 56″ est | 23997               | Téléverser                                                         |
| (nl) Bedrijfsgebouwen                                                                       |                       |                                  | Roeselare         | Mariastraat 20               | 50° 57′ 02″ nord, 3° 07′ 56″ est | 23997               | Téléverser                                                         |
| (nl) Villa 1934                                                                             |                       |                                  | Roeselare         | Mariastraat 22               | 50° 57′ 03″ nord, 3° 07′ 55″ est | 23998               | Téléverser                                                         |
| (nl) Herberg Tumulus naar ontwerp van E. Apers 1935                                         |                       |                                  | Roeselare         | Meenseheirweg 76             | 50° 56′ 07″ nord, 3° 07′ 30″ est | 23999               | Téléverser                                                         |
| (nl) Winkelhuis jaren 1930, hoekpand                                                        |                       |                                  | Roeselare         | Meenseheirweg 78             | 50° 56′ 06″ nord, 3° 07′ 29″ est | 24000               | Téléverser                                                         |
| (nl) Hoekgebouw                                                                             |                       |                                  | Roeselare         | Iepersestraat 37             | 50° 56′ 32″ nord, 3° 07′ 20″ est | 24001               | Téléverser                                                         |
| (nl) Eenheidsbebouwing arbeiderswoningen                                                    |                       |                                  | Roeselare         | Meensesteenweg 48            | 50° 56′ 27″ nord, 3° 07′ 19″ est | 24002               | Téléverser                                                         |
| (nl) Eenheidsbebouwing arbeiderswoningen                                                    |                       |                                  | Roeselare         | Meensesteenweg 50            | 50° 56′ 27″ nord, 3° 07′ 19″ est | 24002               | Téléverser                                                         |
| (nl) Eenheidsbebouwing arbeiderswoningen                                                    |                       |                                  | Roeselare         | Meensesteenweg 52            | 50° 56′ 27″ nord, 3° 07′ 19″ est | 24002               | Téléverser                                                         |
| (nl) Eenheidsbebouwing arbeiderswoningen                                                    |                       |                                  | Roeselare         | Meensesteenweg 54            | 50° 56′ 27″ nord, 3° 07′ 19″ est | 24002               | Téléverser                                                         |
| (nl) Eenheidsbebouwing arbeiderswoningen                                                    |                       |                                  | Roeselare         | Meensesteenweg 56            | 50° 56′ 27″ nord, 3° 07′ 19″ est | 24002               | Téléverser                                                         |
| (nl) Woonhuizen, winkel, herberg naar ontwerp van F. Vanhee 1933                            |                       |                                  | Roeselare         | Meensesteenweg 59            | 50° 56′ 26″ nord, 3° 07′ 21″ est | 24003               | Téléverser                                                         |
| (nl) Woonhuizen, winkel, herberg naar ontwerp van F. Vanhee 1933                            |                       |                                  | Roeselare         | Meensesteenweg 61            | 50° 56′ 26″ nord, 3° 07′ 21″ est | 24003               | Téléverser                                                         |
| (nl) Breedhuizen                                                                            |                       |                                  | Roeselare         | Meensesteenweg 70            | 50° 56′ 26″ nord, 3° 07′ 19″ est | 24004               | Téléverser                                                         |
| (nl) Breedhuizen                                                                            |                       |                                  | Roeselare         | Meensesteenweg 74            | 50° 56′ 26″ nord, 3° 07′ 19″ est | 24004               | Téléverser                                                         |
| (nl) Breedhuizen                                                                            |                       |                                  | Roeselare         | Meensesteenweg 76            | 50° 56′ 26″ nord, 3° 07′ 19″ est | 24004               | Téléverser                                                         |
| (nl) Breedhuizen                                                                            |                       |                                  | Roeselare         | Meensesteenweg 78            | 50° 56′ 26″ nord, 3° 07′ 19″ est | 24004               | Téléverser                                                         |
| (nl) Woningen naar ontwerp van A. Van Coillie en J. De Bruycker 1928                        |                       |                                  | Roeselare         | Meensesteenweg 150           | 50° 56′ 15″ nord, 3° 07′ 16″ est | 24005               | Téléverser                                                         |
| (nl) Woningen naar ontwerp van A. Van Coillie en J. De Bruycker 1928                        |                       |                                  | Roeselare         | Meensesteenweg 152           | 50° 56′ 15″ nord, 3° 07′ 16″ est | 24005               | Téléverser                                                         |
| (nl) Villa naar ontwerp van J. De Bruycker 1935, O.C.M.W.-gebouw                            |                       |                                  | Roeselare         | Meensesteenweg 156           | 50° 56′ 14″ nord, 3° 07′ 15″ est | 24006               | Téléverser                                                         |
| (nl) Dubbelhuis 1888                                                                        |                       |                                  | Roeselare         | Meensesteenweg 159           | 50° 56′ 16″ nord, 3° 07′ 18″ est | 24007               | Téléverser                                                         |
| (nl) Pastorie Heilig Hartkerk naar ontwerp van R. Doom 1930                                 |                       |                                  | Roeselare         | Meensesteenweg 171           | 50° 56′ 14″ nord, 3° 07′ 18″ est | 24008               | Téléverser                                                         |
| (nl) Kapel Onze-Lieve-Vrouw Banneux naar ontwerp van L. Fabri 1944                          |                       |                                  | Roeselare         | Meensesteenweg               | 50° 56′ 12″ nord, 3° 07′ 14″ est | 24009               | (nl) Kapel Onze-Lieve-Vrouw Banneux naar ontwerp van L. Fabri 1944 |
| (nl) Hoeve                                                                                  |                       |                                  | Roeselare         | Meensesteenweg 302           | 50° 55′ 50″ nord, 3° 06′ 50″ est | 24010               | Téléverser                                                         |
| (nl) Acht woonhuizen 1920                                                                   |                       |                                  | Roeselare         | Molenstraat 37               | 50° 56′ 31″ nord, 3° 07′ 09″ est | 24012               | Téléverser                                                         |
| (nl) Acht woonhuizen 1920                                                                   |                       |                                  | Roeselare         | Molenstraat 39               | 50° 56′ 31″ nord, 3° 07′ 09″ est | 24012               | Téléverser                                                         |
| (nl) Acht woonhuizen 1920                                                                   |                       |                                  | Roeselare         | Molenstraat 41               | 50° 56′ 31″ nord, 3° 07′ 09″ est | 24012               | Téléverser                                                         |
| (nl) Acht woonhuizen 1920                                                                   |                       |                                  | Roeselare         | Molenstraat 43               | 50° 56′ 31″ nord, 3° 07′ 09″ est | 24012               | Téléverser                                                         |
| (nl) Acht woonhuizen 1920                                                                   |                       |                                  | Roeselare         | Molenstraat 45               | 50° 56′ 31″ nord, 3° 07′ 09″ est | 24012               | Téléverser                                                         |
| (nl) Acht woonhuizen 1920                                                                   |                       |                                  | Roeselare         | Molenstraat 47               | 50° 56′ 31″ nord, 3° 07′ 09″ est | 24012               | Téléverser                                                         |
| (nl) Acht woonhuizen 1920                                                                   |                       |                                  | Roeselare         | Molenstraat 49               | 50° 56′ 31″ nord, 3° 07′ 09″ est | 24012               | Téléverser                                                         |
| (nl) Acht woonhuizen 1920                                                                   |                       |                                  | Roeselare         | Molenstraat 51               | 50° 56′ 31″ nord, 3° 07′ 09″ est | 24012               | Téléverser                                                         |
| (nl) Vijf breedhuizen                                                                       |                       |                                  | Roeselare         | Molenstraat 82               | 50° 56′ 33″ nord, 3° 06′ 58″ est | 24013               | Téléverser                                                         |
| (nl) Vijf breedhuizen                                                                       |                       |                                  | Roeselare         | Molenstraat 90               | 50° 56′ 33″ nord, 3° 06′ 58″ est | 24013               | Téléverser                                                         |
| (nl) Vijf breedhuizen                                                                       |                       |                                  | Roeselare         | Molenstraat 92               | 50° 56′ 33″ nord, 3° 06′ 58″ est | 24013               | Téléverser                                                         |
| (nl) Hoekpand 1930 naar ontwerp van F. Vanhee                                               |                       |                                  | Roeselare         | Motestraat 12                | 50° 56′ 38″ nord, 3° 07′ 20″ est | 24014               | Téléverser                                                         |
| (nl) Voormalige blauwververij en blekerij Moerman                                           |                       |                                  | Roeselare         | Middenstraat 18              | 50° 57′ 05″ nord, 3° 07′ 37″ est | 85202               | Téléverser                                                         |
| (nl) Voormalige gebouwen van weverij Moerman                                                |                       |                                  | Roeselare         | Rondekomstraat 16            | 50° 57′ 08″ nord, 3° 07′ 38″ est | 85203               | Téléverser                                                         |
| (nl) Voormalige juteweverij Veranneman-Brutsaert                                            |                       |                                  | Roeselare         | Rondekomstraat 12            | 50° 57′ 04″ nord, 3° 07′ 38″ est | 85204               | Téléverser                                                         |
| (nl) Eenheidsbebouwing van 1924 bestaande uit twee rijhuizen                                |                       |                                  | Roeselare         | Arme-Klarenstraat 7          | 50° 56′ 38″ nord, 3° 07′ 20″ est | 85739               | Téléverser                                                         |
| (nl) Eenheidsbebouwing van 1924 bestaande uit twee rijhuizen                                |                       |                                  | Roeselare         | Arme-Klarenstraat 9          | 50° 56′ 38″ nord, 3° 07′ 20″ est | 85739               | Téléverser                                                         |
| (nl) Rijwoning van 1926                                                                     |                       |                                  | Roeselare         | Arme-Klarenstraat 11         | 50° 56′ 38″ nord, 3° 07′ 20″ est | 85740               | Téléverser                                                         |
| (nl) Originele hoekwoning van 1937                                                          |                       |                                  | Roeselare         | Arme-Klarenstraat 17         | 50° 56′ 38″ nord, 3° 07′ 19″ est | 85741               | Téléverser                                                         |
| (nl) Klooster en kapel van de zusters arme klaren                                           |                       |                                  | Roeselare         | Arme-Klarenstraat 36         | 50° 56′ 38″ nord, 3° 07′ 12″ est | 85742               | (nl) Klooster en kapel van de zusters arme klaren                  |
| (nl) Vrije Middelbare School                                                                |                       |                                  | Roeselare         | Arme-Klarenstraat 40         | 50° 56′ 38″ nord, 3° 07′ 08″ est | 85743               | Téléverser                                                         |
| (nl) Voormalig klooster en volksdispensarium, heden Openbare Bibliotheek Albrecht Rodenbach |                       |                                  | Roeselare         | Arme-Klarenstraat 75         | 50° 56′ 36″ nord, 3° 07′ 08″ est | 85744               | Téléverser                                                         |
| (nl) Eenheidsbebouwing van enkelhuizen                                                      |                       |                                  | Roeselare         | Kattenstraat 12              | 50° 56′ 49″ nord, 3° 07′ 12″ est | 85745               | Téléverser                                                         |
| (nl) Eenheidsbebouwing van enkelhuizen                                                      |                       |                                  | Roeselare         | Kattenstraat 14              | 50° 56′ 49″ nord, 3° 07′ 12″ est | 85745               | Téléverser                                                         |
| (nl) Eenheidsbebouwing van enkelhuizen                                                      |                       |                                  | Roeselare         | Kattenstraat 16              | 50° 56′ 49″ nord, 3° 07′ 12″ est | 85745               | Téléverser                                                         |
| (nl) Twee enkelhuizen in spiegelbeeldschema                                                 |                       |                                  | Roeselare         | Kattenstraat 25              | 50° 56′ 48″ nord, 3° 07′ 11″ est | 85746               | Téléverser                                                         |
| (nl) Twee enkelhuizen in spiegelbeeldschema                                                 |                       |                                  | Roeselare         | Kattenstraat 27              | 50° 56′ 48″ nord, 3° 07′ 11″ est | 85746               | Téléverser                                                         |
| (nl) Neogotisch pand van 1903                                                               |                       |                                  | Roeselare         | Kattenstraat 51              | 50° 56′ 51″ nord, 3° 07′ 08″ est | 85747               | Téléverser                                                         |
| (nl) Neogotisch pand van 1903                                                               |                       |                                  | Roeselare         | Kattenstraat 55              | 50° 56′ 51″ nord, 3° 07′ 08″ est | 85747               | Téléverser                                                         |
| (nl) Voormalige zetel van de christelijke arbeidersbeweging in Roeselare                    |                       |                                  | Roeselare         | Kattenstraat 71              | 50° 56′ 52″ nord, 3° 07′ 07″ est | 85748               | Téléverser                                                         |
| (nl) Enkelhuis                                                                              |                       |                                  | Roeselare         | Kattenstraat 73              | 50° 56′ 53″ nord, 3° 07′ 07″ est | 85749               | Téléverser                                                         |
| (nl) Eenheidsbebouwing van drie woonhuizen en een café                                      |                       |                                  | Roeselare         | Weverijstraat 1              | 50° 57′ 02″ nord, 3° 07′ 43″ est | 85750               | Téléverser                                                         |
| (nl) Eenheidsbebouwing van drie woonhuizen en een café                                      |                       |                                  | Roeselare         | Weverijstraat 3              | 50° 57′ 02″ nord, 3° 07′ 43″ est | 85750               | Téléverser                                                         |
| (nl) Eenheidsbebouwing van drie woonhuizen en een café                                      |                       |                                  | Roeselare         | Weverijstraat 5              | 50° 57′ 02″ nord, 3° 07′ 43″ est | 85750               | Téléverser                                                         |
| (nl) Magazijn van de voormalige weverij Pardou-Duthoo                                       |                       |                                  | Roeselare         | Weverijstraat 29             | 50° 57′ 02″ nord, 3° 07′ 39″ est | 85751               | Téléverser                                                         |
| (nl) Meer vooruitstrevende gevel                                                            |                       |                                  | Roeselare         | Vijfwegenstraat 24           | 50° 56′ 25″ nord, 3° 07′ 36″ est | 85752               | Téléverser                                                         |
| (nl) Meer vooruitstrevende gevel                                                            |                       |                                  | Roeselare         | Vijfwegenstraat 26           | 50° 56′ 25″ nord, 3° 07′ 36″ est | 85752               | Téléverser                                                         |
| (nl) Homogene gevelwand bestaande uit 16 woonhuizen                                         |                       |                                  | Roeselare         | Vijfwegenstraat 103          | 50° 56′ 16″ nord, 3° 07′ 47″ est | 85753               | Téléverser                                                         |
| (nl) Homogene gevelwand bestaande uit 16 woonhuizen                                         |                       |                                  | Roeselare         | Vijfwegenstraat 105          | 50° 56′ 16″ nord, 3° 07′ 47″ est | 85753               | Téléverser                                                         |
| (nl) Homogene gevelwand bestaande uit 16 woonhuizen                                         |                       |                                  | Roeselare         | Vijfwegenstraat 107          | 50° 56′ 16″ nord, 3° 07′ 47″ est | 85753               | Téléverser                                                         |
| (nl) Homogene gevelwand bestaande uit 16 woonhuizen                                         |                       |                                  | Roeselare         | Vijfwegenstraat 109          | 50° 56′ 16″ nord, 3° 07′ 47″ est | 85753               | Téléverser                                                         |
| (nl) Homogene gevelwand bestaande uit 16 woonhuizen                                         |                       |                                  | Roeselare         | Vijfwegenstraat 111          | 50° 56′ 16″ nord, 3° 07′ 47″ est | 85753               | Téléverser                                                         |
| (nl) Homogene gevelwand bestaande uit 16 woonhuizen                                         |                       |                                  | Roeselare         | Vijfwegenstraat 113          | 50° 56′ 16″ nord, 3° 07′ 47″ est | 85753               | Téléverser                                                         |
| (nl) Homogene gevelwand bestaande uit 16 woonhuizen                                         |                       |                                  | Roeselare         | Vijfwegenstraat 115          | 50° 56′ 16″ nord, 3° 07′ 47″ est | 85753               | Téléverser                                                         |
| (nl) Homogene gevelwand bestaande uit 16 woonhuizen                                         |                       |                                  | Roeselare         | Vijfwegenstraat 117          | 50° 56′ 16″ nord, 3° 07′ 47″ est | 85753               | Téléverser                                                         |
| (nl) Homogene gevelwand bestaande uit 16 woonhuizen                                         |                       |                                  | Roeselare         | Vijfwegenstraat 119          | 50° 56′ 16″ nord, 3° 07′ 47″ est | 85753               | Téléverser                                                         |
| (nl) Homogene gevelwand bestaande uit 16 woonhuizen                                         |                       |                                  | Roeselare         | Vijfwegenstraat 121          | 50° 56′ 16″ nord, 3° 07′ 47″ est | 85753               | Téléverser                                                         |
| (nl) Homogene gevelwand bestaande uit 16 woonhuizen                                         |                       |                                  | Roeselare         | Vijfwegenstraat 123          | 50° 56′ 16″ nord, 3° 07′ 47″ est | 85753               | Téléverser                                                         |
| (nl) Homogene gevelwand bestaande uit 16 woonhuizen                                         |                       |                                  | Roeselare         | Vijfwegenstraat 125          | 50° 56′ 16″ nord, 3° 07′ 47″ est | 85753               | Téléverser                                                         |
| (nl) Homogene gevelwand bestaande uit 16 woonhuizen                                         |                       |                                  | Roeselare         | Vijfwegenstraat 127          | 50° 56′ 16″ nord, 3° 07′ 47″ est | 85753               | Téléverser                                                         |
| (nl) Homogene gevelwand bestaande uit 16 woonhuizen                                         |                       |                                  | Roeselare         | Vijfwegenstraat 129          | 50° 56′ 16″ nord, 3° 07′ 47″ est | 85753               | Téléverser                                                         |
| (nl) Homogene gevelwand bestaande uit 16 woonhuizen                                         |                       |                                  | Roeselare         | Vijfwegenstraat 131          | 50° 56′ 16″ nord, 3° 07′ 47″ est | 85753               | Téléverser                                                         |
| (nl) Dubbelhuis                                                                             |                       |                                  | Roeselare         | Vijfwegenstraat 134          | 50° 56′ 15″ nord, 3° 07′ 46″ est | 85754               | Téléverser                                                         |
| (nl) Enkelhuis met terras                                                                   |                       |                                  | Roeselare         | Vijfwegenstraat 143          | 50° 56′ 15″ nord, 3° 07′ 49″ est | 85755               | Téléverser                                                         |
| (nl) Perceel met watertoren, met bijhorende villa                                           |                       |                                  | Roeselare         | Vijfwegenstraat 153          | 50° 56′ 14″ nord, 3° 07′ 49″ est | 85756               | Téléverser                                                         |
| (nl) Perceel met watertoren, met bijhorende villa                                           |                       |                                  | Roeselare         | Vijfwegenstraat 155          | 50° 56′ 14″ nord, 3° 07′ 49″ est | 85756               | Téléverser                                                         |
| (nl) Enkelhuis                                                                              |                       |                                  | Roeselare         | Vijfwegenstraat 172          | 50° 56′ 10″ nord, 3° 07′ 49″ est | 85757               | Téléverser                                                         |
| (nl) Elektriciteitscabine                                                                   |                       |                                  | Beveren           | Beversesteenweg              | 50° 58′ 05″ nord, 3° 08′ 33″ est | 85758               | Téléverser                                                         |
| (nl) Alleenstaande villa Groenhof                                                           |                       |                                  | Beveren           | Heirweg 25                   | 50° 58′ 29″ nord, 3° 08′ 44″ est | 85759               | Téléverser                                                         |
| (nl) Diephuis van 1929                                                                      |                       |                                  | Beveren           | Beversesteenweg 521          | 50° 58′ 10″ nord, 3° 08′ 58″ est | 88921               | Téléverser                                                         |